# Olympische Sommerspiele 2016/Leichtathletik – 100 m (Frauen)

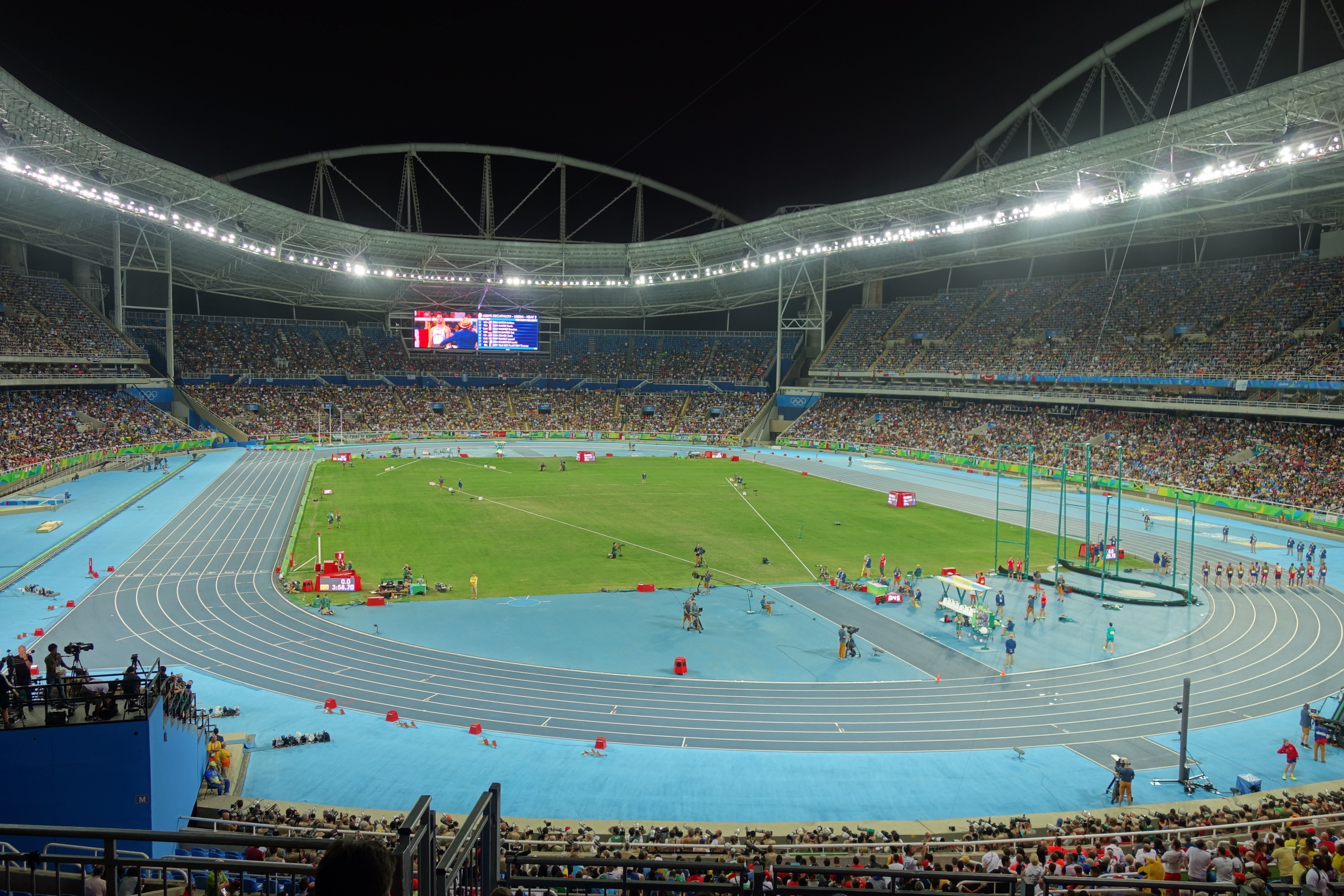
Innenraum des Estádio Olímpico João Havelange während der Spiele von Rio

Der 100-Meter-Lauf der Frauen bei den Olympischen Spielen 2016 in Rio de Janeiro wurde am 12. und 13. August 2016 im Estádio Nilton Santos ausgetragen. Achtzig Athletinnen nahmen teil.
Olympiasiegerin wurde die Jamaikanerin Elaine Thompson, die vor der US-Amerikanerin Tori Bowie gewann. Bronze ging an die Jamaikanerin Shelly-Ann Fraser-Pryce.
Für Deutschland starteten Rebekka Haase und Tatjana Pinto. Haase schied in der Vorrunde aus, Pinto im Halbfinale.

Auch die Schweizerin Mujinga Kambundji scheiterte im Halbfinale.

Athletinnen aus Österreich und Liechtenstein nahmen nicht teil.

## Aktuelle Titelträgerinnen
| Olympiasiegerin                         | Shelly-Ann Fraser-Pryce ( Jamaika) | 10,75 s | London 2012    |
| Weltmeisterin                           | Shelly-Ann Fraser-Pryce ( Jamaika) | 10,76 s | Peking 2015    |
| Europameisterin                         | Dafne Schippers ( Niederlande)     | 10,90 s | Amsterdam 2016 |
| Nord-/Zentralamerika-/Karibik-Meisterin | Barbara Pierre ( USA)              | 10,75 s | San José 2015  |
| Südamerika-Meisterin                    | Nediam Vargas ( Venezuela)         | 11,45 s | Lima 2015      |
| Asienmeisterin                          | Chisato Fukushima ( Japan)         | 11,23 s | Wuhan 2015     |
| Afrikameisterin                         | Murielle Ahouré ( Elfenbeinküste)  | 10,99 s | Durban 2016    |
| Ozeanienmeisterin                       | Toea Wisil ( Papua-Neuguinea)      | 11,41 s | Cairns 2015    |

## Rekorde

### Bestehende Rekorde
| Weltrekord         | Florence Griffith-Joyner ( USA) | 10,49 s | Indianapolis, USA                | 16. Juli 1988      |
| Olympischer Rekord | Florence Griffith-Joyner ( USA) | 10,62 s | Viertelfinale OS Seoul, Südkorea | 24. September 1988 |

Der bestehende olympische Rekord wurde bei diesen Spielen nicht erreicht. Die schnellste Zeit erzielte die jamaikanische Olympiasiegerin Shelly-Ann Fraser-Pryce mit 10,75 s im Finale am 4. August bei einem Rückenwind von 1,5 m/s. Den olympischen Rekord verfehlte sie dabei um dreizehn Hundertstelsekunden. Zum Weltrekord fehlten ihr 26 Hundertstelsekunden.

### Rekordverbesserungen
Es wurden drei Landesrekorde aufgestellt:
- 14,02 s – Kamia Yousufi (Afghanistan), erster Vorausscheidungslauf am 12. August bei einem Rückenwind von 0,9 m/s
- 12,30 s – Mazoon al-Alawi (Kap Verde), erster Vorausscheidungslauf am 12. August bei einem Gegenwind von 0,2 m/s
- 14,61 s – Kariman Abuljadayel (Saudi-Arabien), erster Vorausscheidungslauf am 12. August bei einem Gegenwind von 0,2 m/s

Anmerkung:
Alle Zeitangaben sind auf die Ortszeit Rio (UTC-3) bezogen.

## Doping
In diesem Wettbewerb kam es zu einem nachträglich ermittelten Dopingfall:

Die im Halbfinale ausgeschiedene Ukrainerin Olessja Powch wurde im März 2019 disqualifiziert, nachdem bei Nachtests ihrer Dopingproben von den Spielen 2016 das Sexualhormon Testosteron nachgewiesen worden war. Von der Disqualifikation betroffen war auch das Resultat der ukrainischen 4-mal-100-Meter-Staffel, die zuvor auf den sechsten Platz gekommen war.
Benachteiligt wurde eine Athletin, die anstelle von Olessja Powch im Halbfinale hätte starten können. Aufgrund von Zeitgleichheit bis auf die Hundertstelsekunde ist allerdings nicht klar, welche Sprinterin das Startrecht hätte wahrnehmen können. Da wäre es wohl auf die Tausendstelsekunde angekommen, deren Wert in den Ergebnisübersichten jedoch nicht angegeben ist. Die beiden betreffenden Wettbewerberinnen hatten beide 11,41 s in ihren Vorläufen am 12. August erzielt:
- Khamica Bingham (Kanada) – zweiter Vorlauf bei Windstille
- Daryll Neita (Großbritannien) – achter Vorlauf bei einem Gegenwind von 0,2 m/s

## Vorausscheidung
Vor der eigentlichen Vorrunde gab es drei Ausscheidungsläufe. Für die Vorrunde qualifizierten sich pro Lauf die ersten beiden Athletinnen (hellblau unterlegt). Darüber hinaus kamen die zwei Zeitschnellsten, die sogenannten Lucky Loser (hellgrün unterlegt), weiter.

### Lauf 1

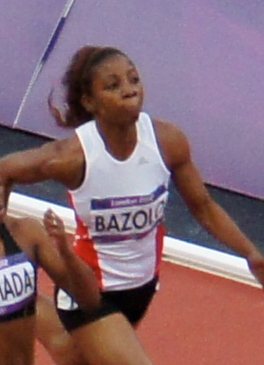
Lorène Bazolo – ausgeschieden als Vierte des ersten Vorlaufs
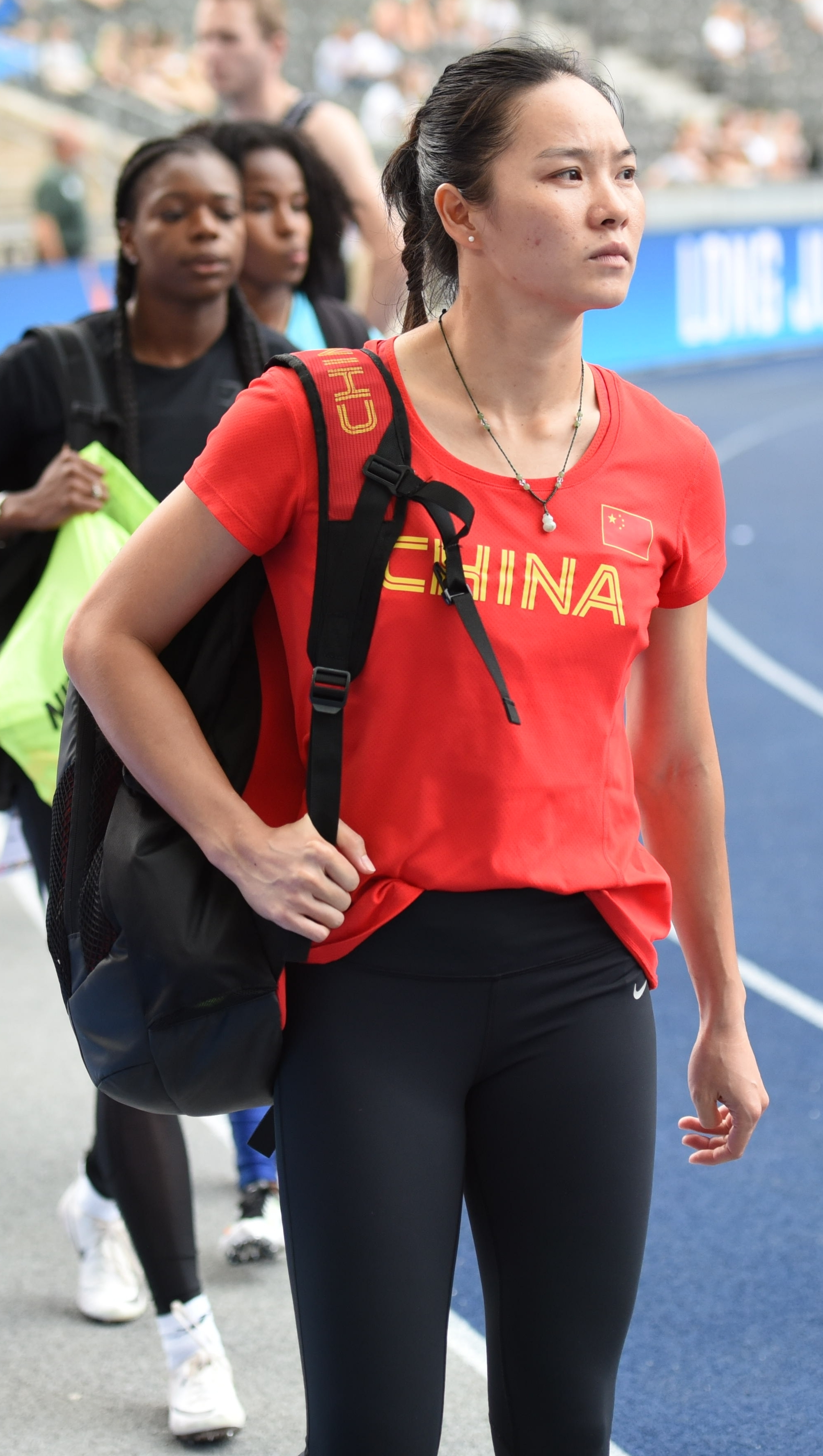
Wei Yongli – ausgeschieden als Fünfte des ersten Vorlaufs

Regine Tugade – ausgeschieden als Dritte des ersten Vorentscheidungslaufs
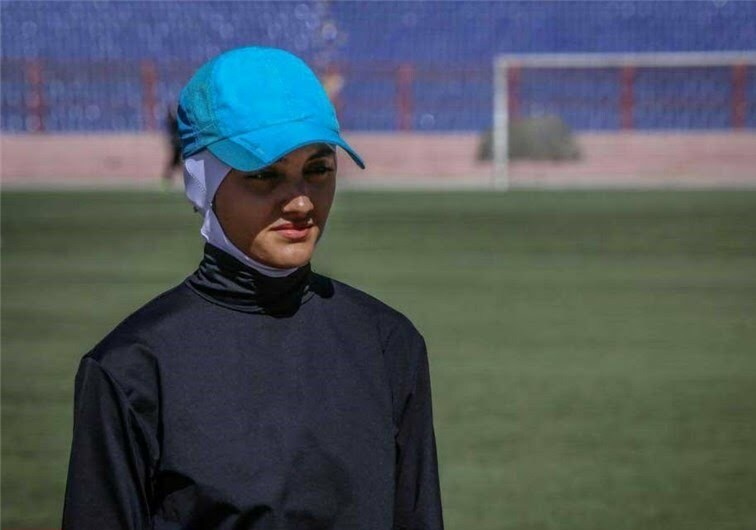
Kamia Yousufi – trotz afghanischen Landesrekords ausgeschieden als Achte des ersten Vorentscheidungslaufs

12. August 2016, 11:55 Uhr

Wind: +0,9 m/s
| Platz | Name            | Nation         | Zeit (s) | Anmerkung |
| ----- | --------------- | -------------- | -------- | --------- |
| 1     | Hafsatu Kamara  | Sierra Leone   | 12,24    |           |
| 2     | Sisilia Seavula | Fidschi        | 12,34    |           |
| 3     | Regine Tugade   | Guam           | 12,52    |           |
| 4     | Makoura Keita   | Guinea         | 12,66    |           |
| 5     | Shirin Akter    | Bangladesch    | 12,99    |           |
| 6     | Mariana Cress   | Marshallinseln | 13,20    |           |
| 7     | Liliana Neto    | Angola         | 13,68    |           |
| 8     | Kamia Yousufi   | Afghanistan    | 14,02    | NR        |

### Lauf 2

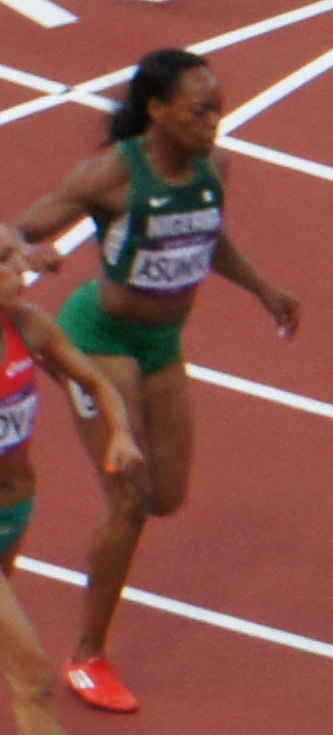
Gloria Asumnu – ausgeschieden als Fünfte des zweiten Vorlaufs
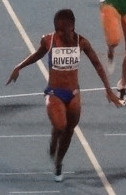
Evelyn Rivera – ausgeschieden als Sechste des zweiten Vorlaufs

12. August 2016, 12:02 Uhr

Wind: −0,2 m/s
| Platz | Name                | Nation                             | Zeit (s) | Anmerkung |
| ----- | ------------------- | ---------------------------------- | -------- | --------- |
| 1     | Sunayna Wahi        | Suriname                           | 12,09    |           |
| 2     | Patricia Taea       | Cookinseln                         | 12,30    |           |
| 3     | Mazoon al-Alawi     | Oman                               | 12,30    |           |
| 4     | Lidiane Lopes       | Kap Verde                          | 12,38    | NR        |
| 5     | Phumlile Ndzinisa   | Swasiland                          | 12,49    |           |
| 6     | Taina Halasima      | Tonga                              | 12,80    |           |
| 7     | Laenly Phoutthavong | Laos                               | 12,82    |           |
| 8     | Lerissa Henry       | Föderierte Staaten von Mikronesien | 13,53    |           |

### Lauf 3

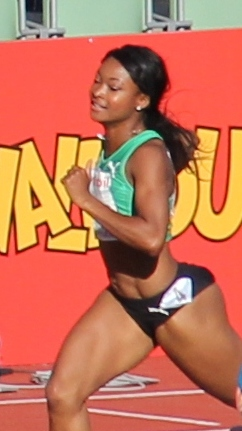
Ezinne Okparaebo – ausgeschieden als Vierte des dritten Vorlaufs
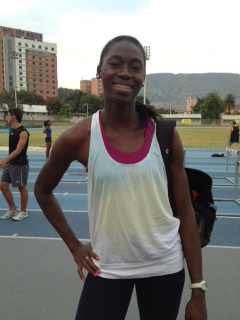
Eliecith Palacios – ausgeschieden als Fünfte des dritten Vorlaufs
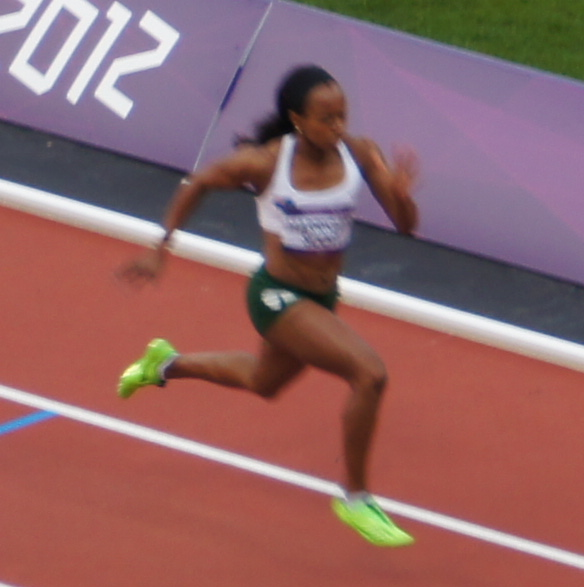
Tahesia Harrigan-Scott – ausgeschieden als Sechste des dritten Vorlaufs

12. August 2016, 12:09 Uhr

Wind: −0,2 m/s
| Platz | Name                      | Nation             | Zeit (s) | Anmerkung |
| ----- | ------------------------- | ------------------ | -------- | --------- |
| 1     | Charlotte Wingfield       | Malta              | 11,86    |           |
| 2     | Marcelle Bouele Bondo     | Republik Kongo     | 11,98    |           |
| 3     | Zaidatul Husniah Zulkifli | Malaysia           | 12,12    |           |
| 4     | Prenam Pesse              | Togo               | 12,38    |           |
| 5     | Denika Kassim             | Komoren            | 12,53    |           |
| 6     | Jordan Mageo              | Amerikanisch-Samoa | 13,72    |           |
| 7     | Kariman Abuljadayel       | Saudi-Arabien      | 14,61    | NR        |
| 8     | Karitaake Tewaaki         | Kiribati           | 14,70    |           |

## Vorrunde
Die Vorrunde wurde in acht Läufen durchgeführt. Für das Halbfinale qualifizierten sich pro Lauf die ersten beiden Athletinnen (hellblau unterlegt). Darüber hinaus kamen die acht Zeitschnellsten, die sogenannten Lucky Loser (hellgrün unterlegt), weiter.

### Lauf 1
- Lorène Bazolo – ausgeschieden
als Vierte des ersten Vorlaufs
- Wei Yongli – ausgeschieden
als Fünfte des ersten Vorlaufs

12. August 2016, 22:40 Uhr

Wind: +0,3 m/s
| Platz | Name                 | Nation              | Zeit (s) |
| ----- | -------------------- | ------------------- | -------- |
| 1     | Desirèe Henry        | Großbritannien      | 11,08    |
| 2     | Murielle Ahouré      | Elfenbeinküste      | 11,17    |
| 3     | Natalija Pohrebnjak  | Ukraine             | 11,30    |
| 4     | Lorène Bazolo        | Portugal            | 11,43    |
| 5     | Wei Yongli           | Volksrepublik China | 11,48    |
| 6     | Hajar al-Khaldi      | Bahrain             | 11,59    |
| 7     | Rima Kaschafutdinowa | Kasachstan          | 11,84    |
| 8     | Sisilia Seavula      | Fidschi             | 12,48    |

### Lauf 2
- Gloria Asumnu – ausgeschieden
als Fünfte des zweiten Vorlaufs
- Evelyn Rivera – ausgeschieden
als Sechste des zweiten Vorlaufs

12. August 2016, 22:47 Uhr

Wind: ±0,0 m/s
| Platz | Name                  | Nation       | Zeit (s) | Anmerkung                                    |
| ----- | --------------------- | ------------ | -------- | -------------------------------------------- |
| 1     | Dafne Schippers       | Niederlande  | 11,16    |                                              |
| 2     | Tatjana Pinto         | Deutschland  | 11,31    |                                              |
| 3     | Khamica Bingham       | Kanada       | 11,41    | eventuell um die Halbfinalteilnahme gebracht |
| 4     | Flings Owusu-Agyapong | Ghana        | 11,43    |                                              |
| 5     | Gloria Asumnu         | Nigeria      | 11,55    |                                              |
| 6     | Evelin Rivera         | Kolumbien    | 11,59    |                                              |
| 7     | Brenessa Thompson     | Guyana       | 11,72    |                                              |
| 8     | Hafsatu Kamara        | Sierra Leone | 12,22    |                                              |

### Lauf 3
- Ezinne Okparaebo – ausgeschieden
als Vierte des dritten Vorlaufs
- Eliecith Palacios – ausgeschieden
als Fünfte des dritten Vorlaufs
- Tahesia Harrigan-Scott – ausgeschieden als Sechste
des dritten Vorlaufs

12. August 2016, 22:54 Uhr

Wind: ±0,0 m/s
| Platz | Name                   | Nation                   | Zeit (s) |
| ----- | ---------------------- | ------------------------ | -------- |
| 1     | Tori Bowie             | USA                      | 11,13    |
| 2     | Blessing Okagbare      | Nigeria                  | 11,16    |
| 3     | Ángela Tenorio         | Ecuador                  | 11,35    |
| 4     | Ezinne Okparaebo       | Norwegen                 | 11,43    |
| 5     | Eliecith Palacios      | Kolumbien                | 11,48    |
| 6     | Tahesia Harrigan-Scott | Britische Jungferninseln | 11,54    |
| 7     | Chrystyna Stuj         | Ukraine                  | 11,57    |
| 8     | Marcelle Bouele Bondo  | Republik Kongo           | 12,18    |

### Lauf 4

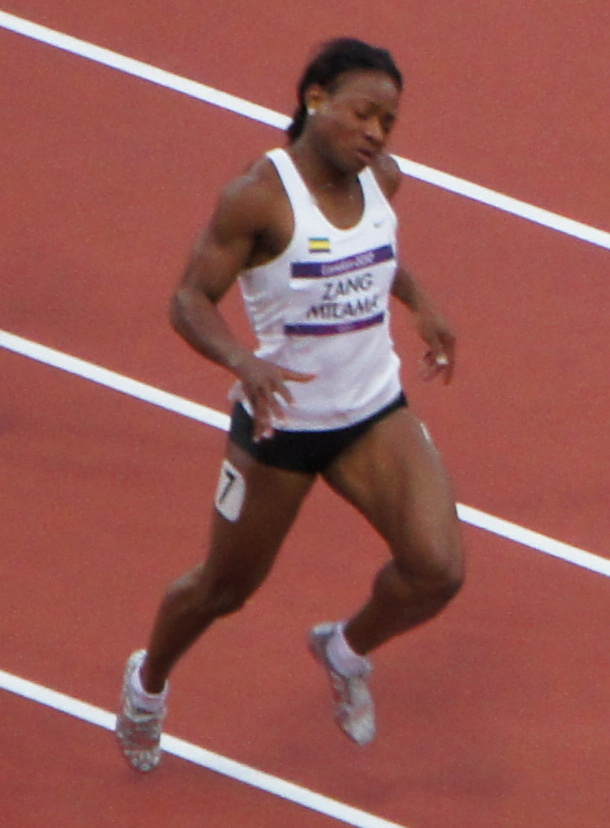
Ruddy Zang Milama – ausgeschieden als Siebte des vierten Vorlaufs

12. August 2016, 23:01 Uhr

Wind: −0,3 m/s
| Platz | Name                    | Nation         | Zeit (s) |
| ----- | ----------------------- | -------------- | -------- |
| 1     | Shelly-Ann Fraser-Pryce | Jamaika        | 10,96    |
| 2     | Marie Josée Ta Lou      | Elfenbeinküste | 11,01    |
| 3     | Mujinga Kambundji       | Schweiz        | 11,19    |
| 4     | Marizol Landázuri       | Ecuador        | 11,38    |
| 5     | Tynia Gaither           | Bahamas        | 11,56    |
| 6     | Ramona Papaioannou      | Zypern         | 11,61    |
| 7     | Ruddy Zang Milama       | Gabun          | 11,67    |
| 8     | Sunayna Wahi            | Suriname       | 12,25    |

### Lauf 5

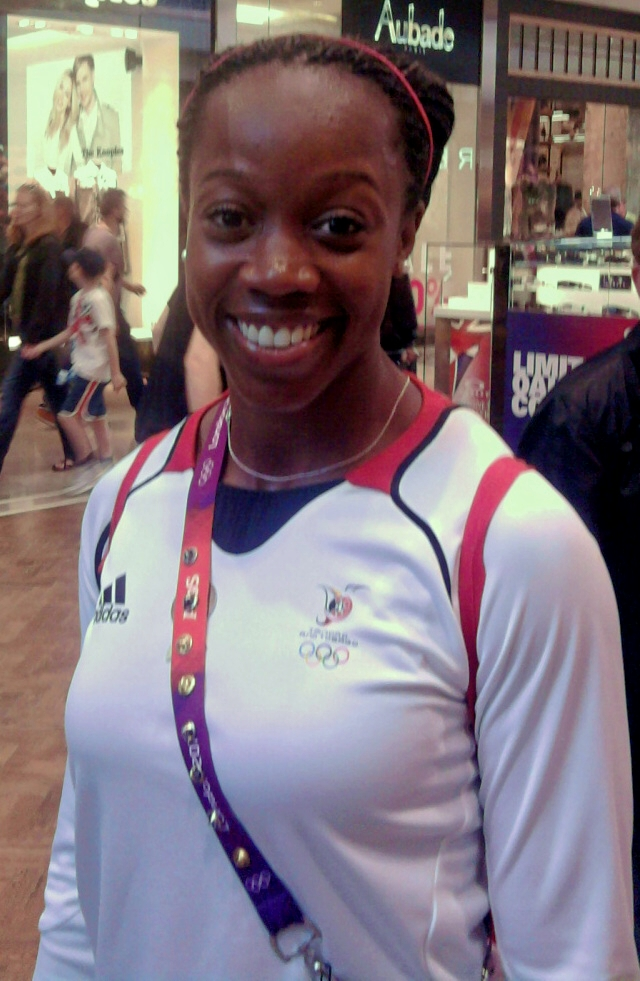
Kelly-Ann Baptiste – ausgeschieden als Dritte des ten Vorlaufs
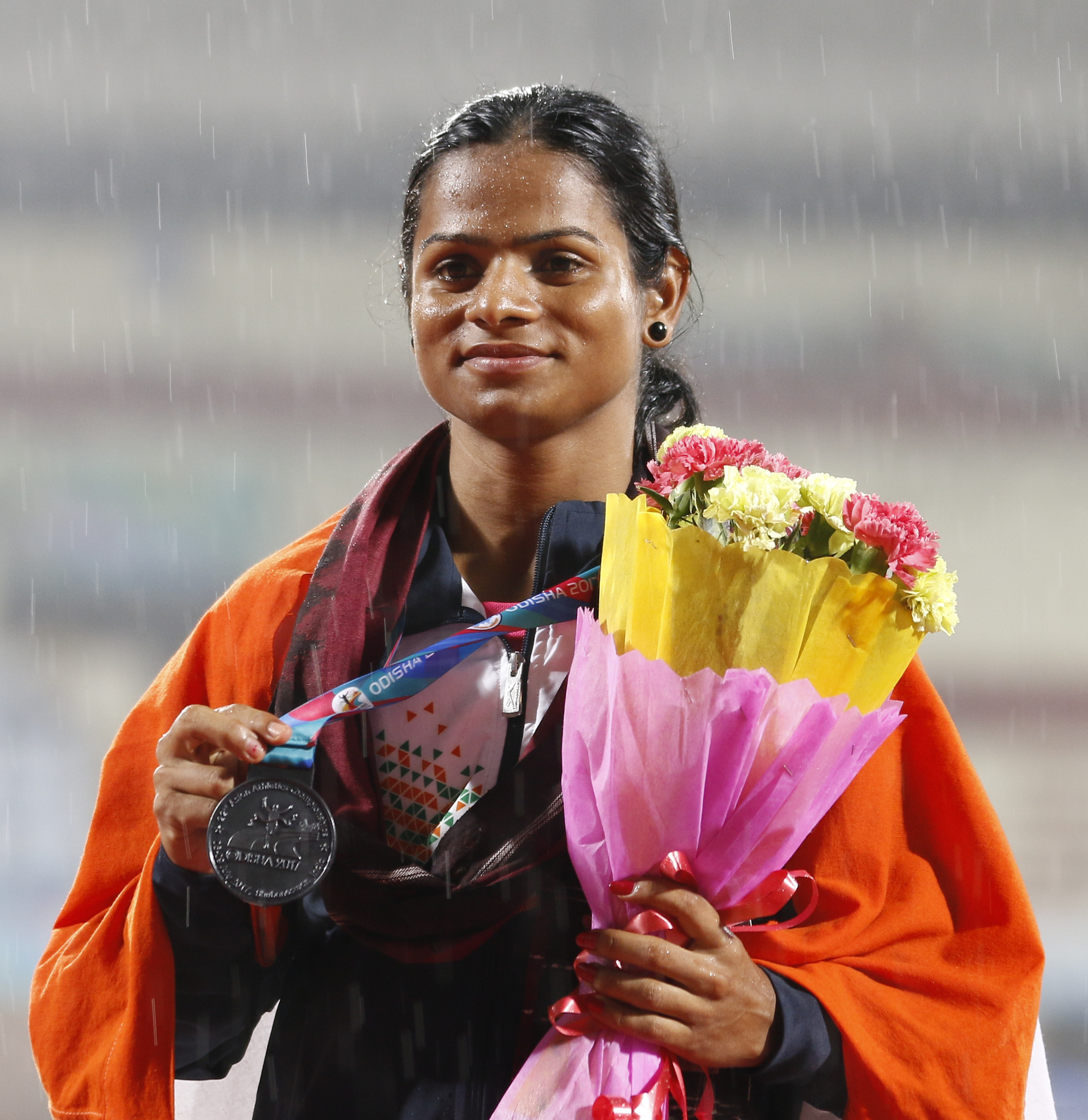
Dutee Chand – ausgeschieden als Sechste des ten Vorlaufs

12. August 2016, 23:08 Uhr

Wind: −0,7 m/s
| Platz | Name               | Nation              | Zeit (s) | Anmerkung                     |
| ----- | ------------------ | ------------------- | -------- | ----------------------------- |
| 1     | Tianna Bartoletta  | USA                 | 11,23    |                               |
| 2     | Ewa Swoboda        | Polen               | 11,24    |                               |
| 3     | Kelly-Ann Baptiste | Trinidad und Tobago | 11,42    |                               |
| 4     | Jennifer Madu      | Nigeria             | 11,61    |                               |
| 5     | Nigina Sharipova   | Usbekistan          | 11,68    |                               |
| 6     | Dutee Chand        | Indien              | 11,69    |                               |
| 7     | Patricia Taea      | Cookinseln          | 12,41    |                               |
| DOP   | Olessja Powch      | Ukraine             | 11,39    | für das Halbfinale zugelassen |

### Lauf 6

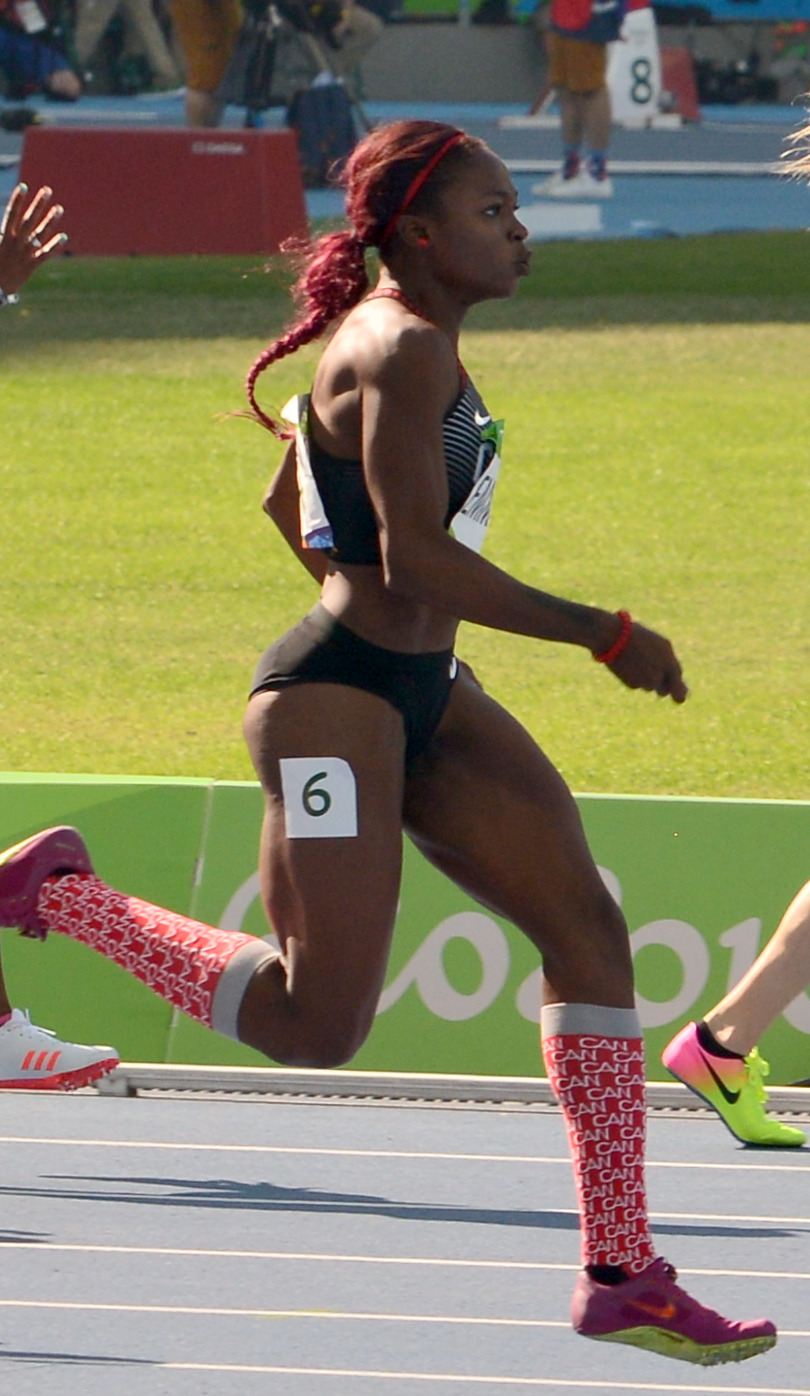
Crystal Emmanuel – ausgeschieden als Vierte des sechsten Vorlaufs
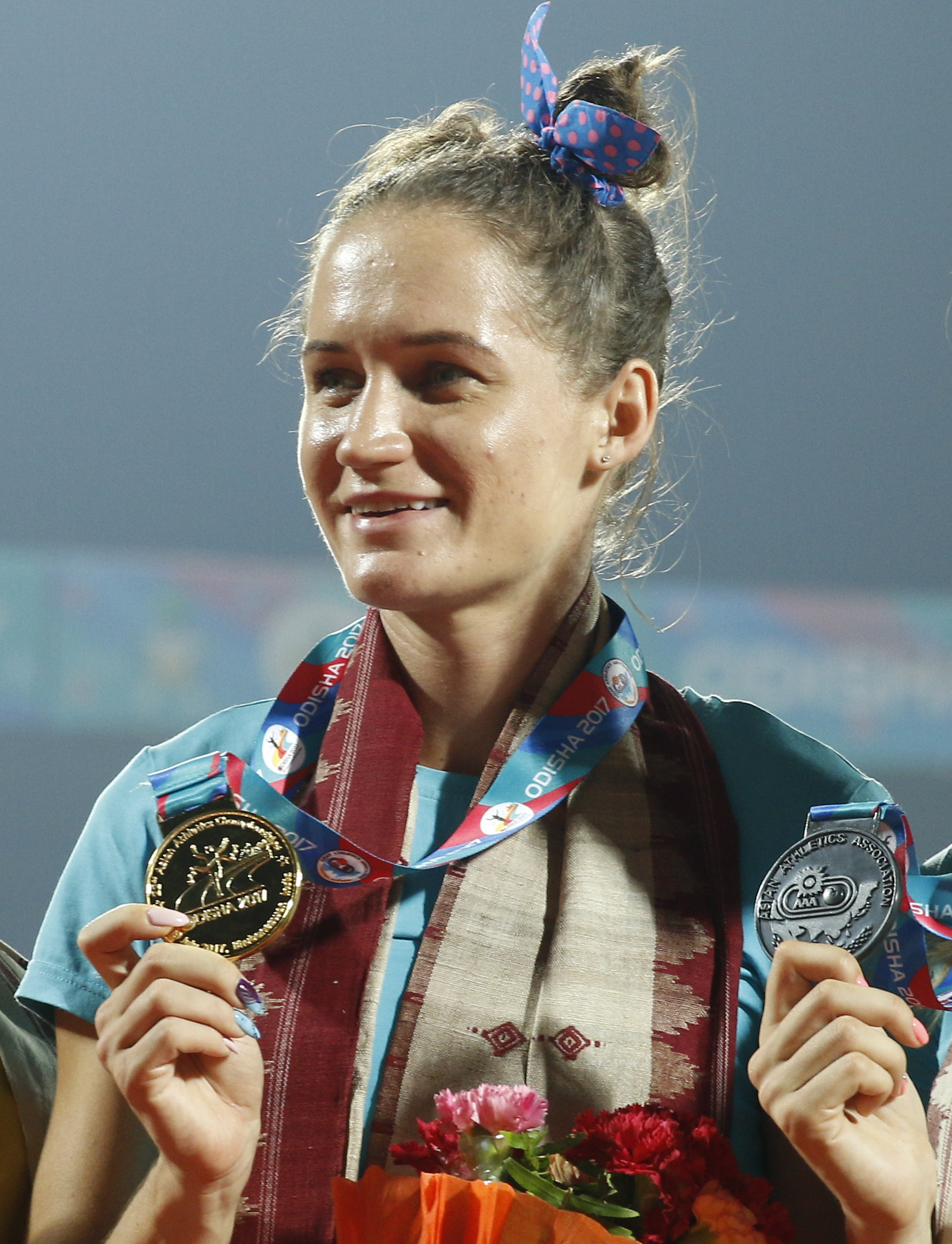
Wiktorija Sjabkina – ausgeschieden als Fünfte des sechsten Vorlaufs
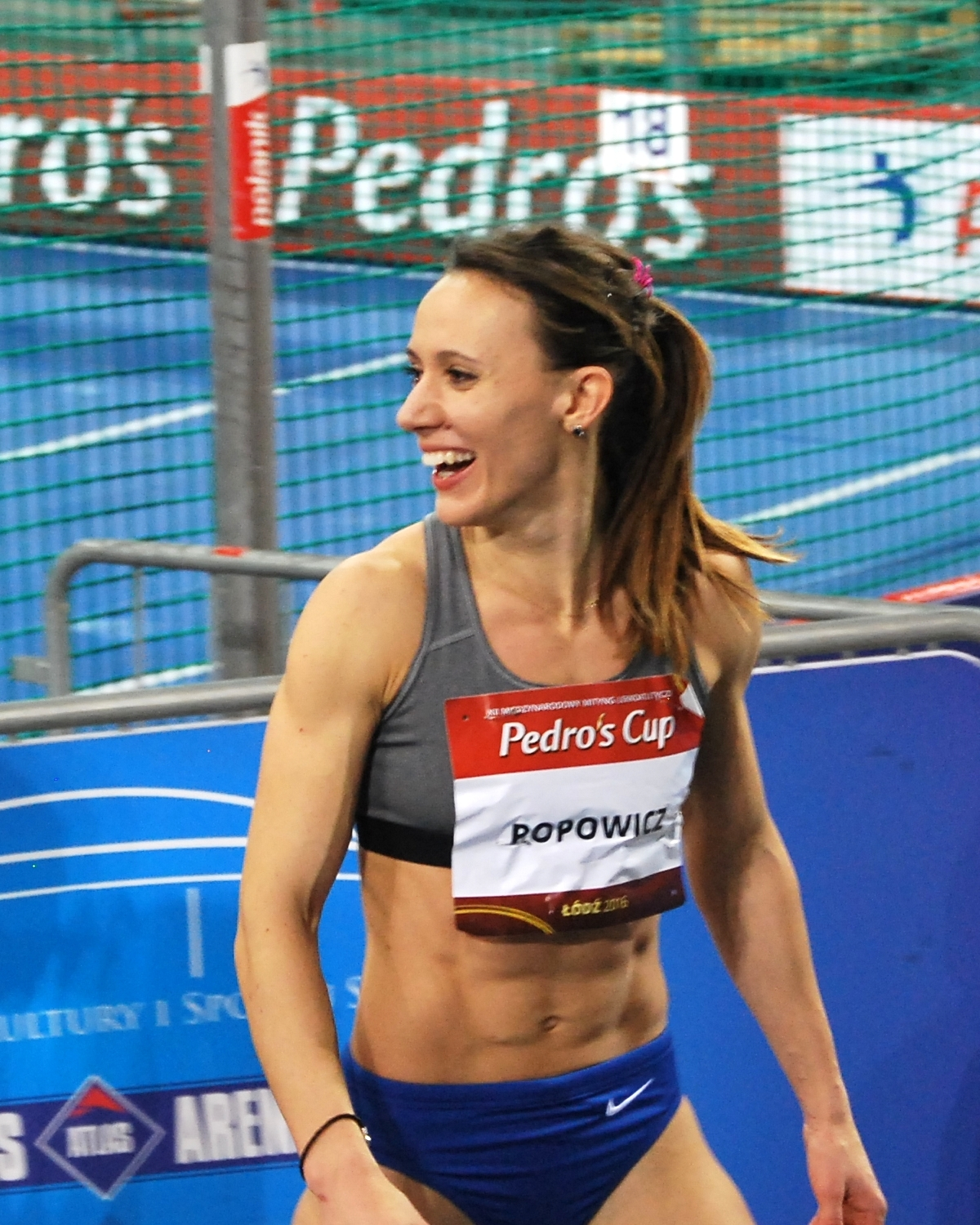
Marika Popowicz-Drapała – ausgeschieden als Sechste des sechsten Vorlaufs

12. August 2016, 23:15 Uhr
Wind: ±0,0 m/s
| Platz | Name                    | Nation              | Zeit (s) |
| ----- | ----------------------- | ------------------- | -------- |
| 1     | Michelle-Lee Ahye       | Trinidad und Tobago | 11,00    |
| 2     | Christania Williams     | Jamaika             | 11,27    |
| 3     | Asha Philip             | Großbritannien      | 11,34    |
| 4     | Crystal Emmanuel        | Kanada              | 11,43    |
| 5     | Wiktorija Sjabkina      | Kasachstan          | 11,69    |
| 6     | Marika Popowicz-Drapała | Polen               | 11,70    |
| 7     | Iman Essa Jasim         | Bahrain             | 11,72    |
| 8     | Charlotte Wingfield     | Malta               | 11,90    |

### Lauf 7

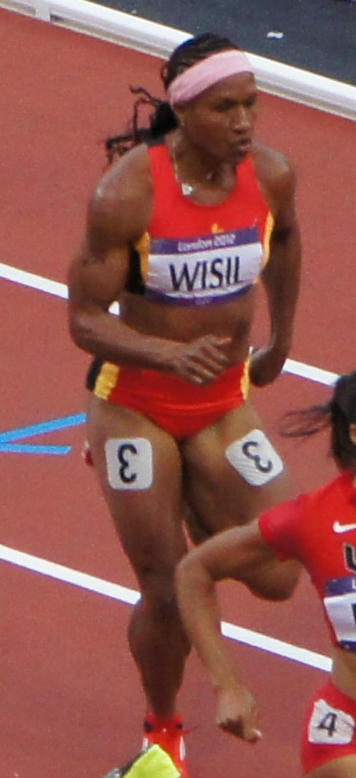
Toea Wisil – ausgeschieden als Vierte des siebten Vorlaufs
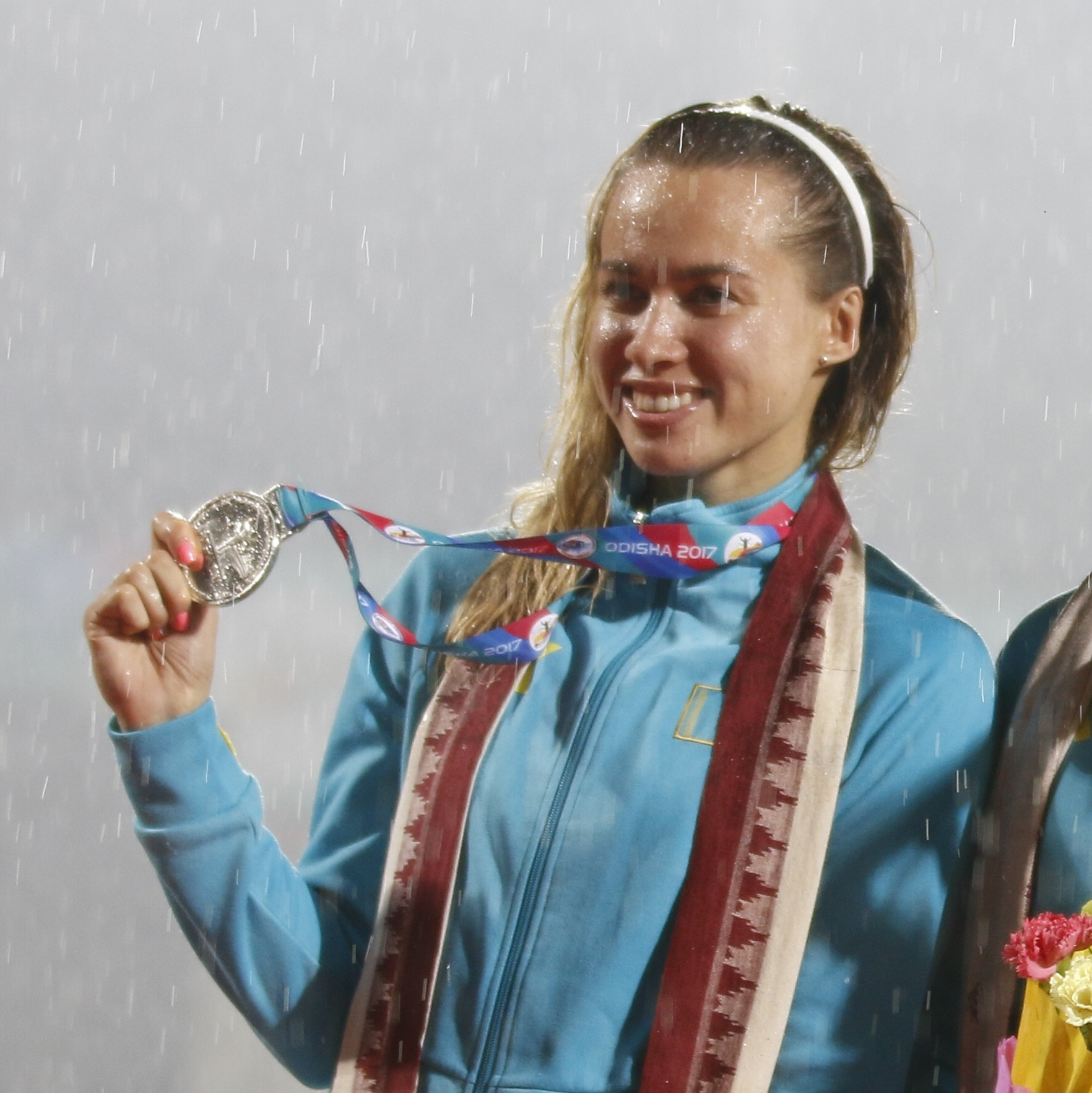
Olga Safronowa – ausgeschieden als Fünfte des siebten Vorlaufs
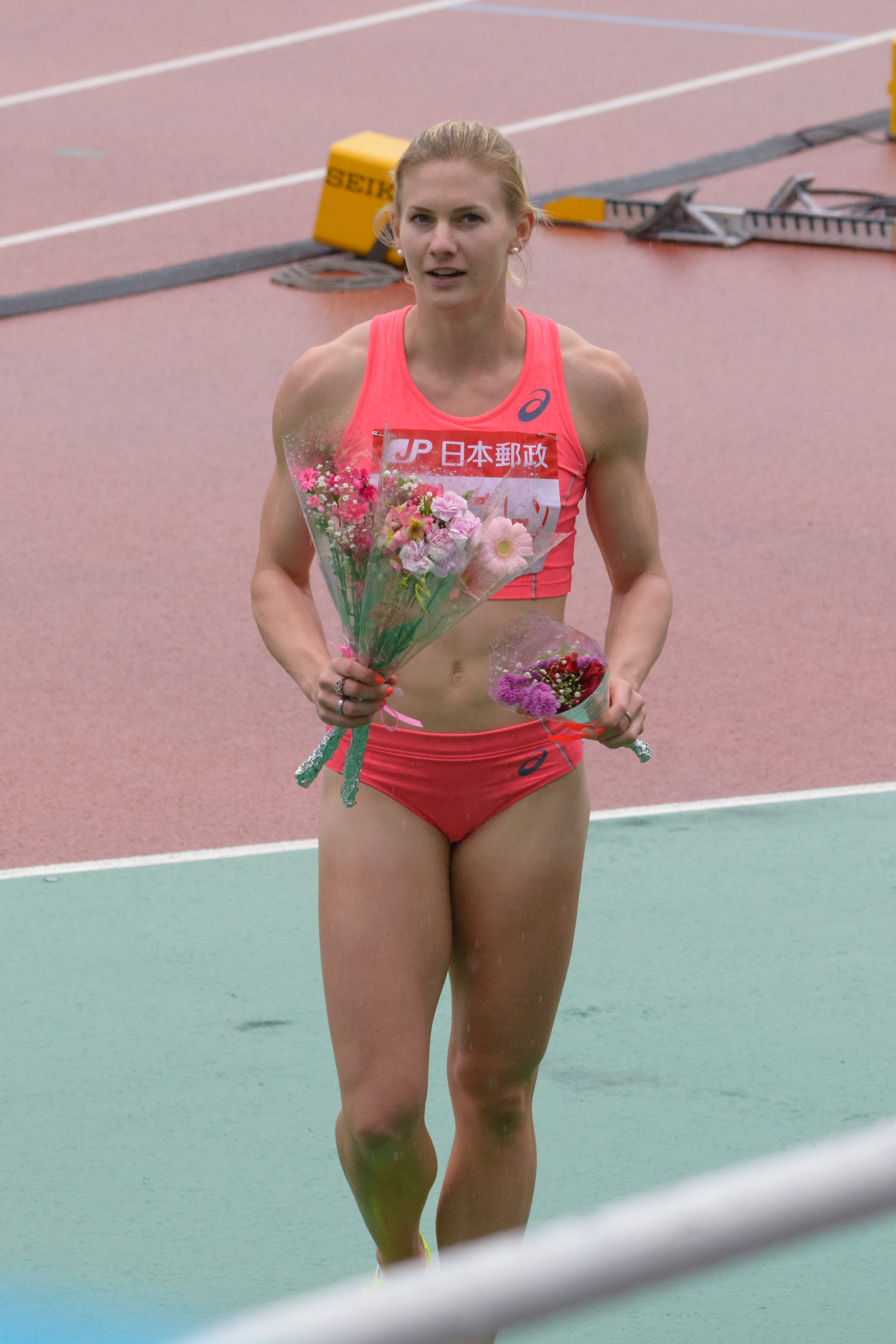
Melissa Breen – ausgeschieden als Siebte des siebten Vorlaufs

12. August 2016, 23:22 Uhr

Wind: −1,0 m/s
| Platz | Name             | Nation              | Zeit (s) |
| ----- | ---------------- | ------------------- | -------- |
| 1     | Elaine Thompson  | Jamaika             | 11,21    |
| 2     | Rosângela Santos | Brasilien           | 11,25    |
| 3     | Semoy Hackett    | Trinidad und Tobago | 11,35    |
| 4     | Toea Wisil       | Papua-Neuguinea     | 11,48    |
| 5     | Olga Safronowa   | Kasachstan          | 11,50    |
| 6     | Alyssa Conley    | Südafrika           | 11,57    |
| 7     | Melissa Breen    | Australien          | 11,74    |
| 8     | Mazoon al-Alawi  | Oman                | 12,43    |

### Lauf 8

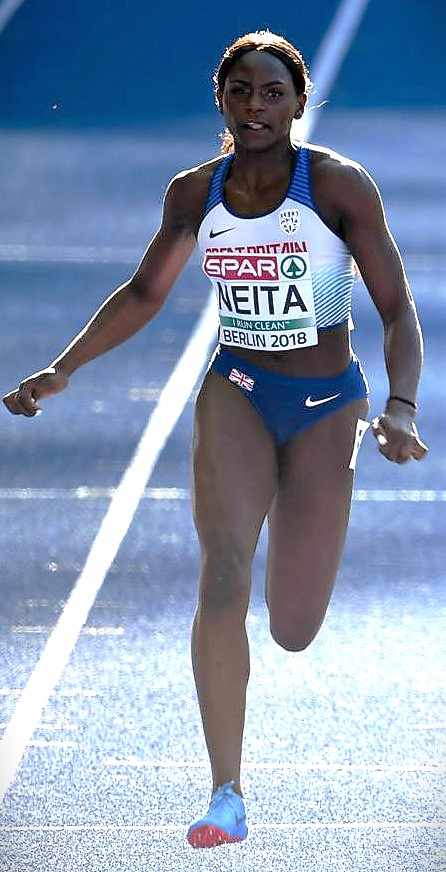
Daryll Neita – als Vierte des achten Vorlaufs eventuell nur ausgeschieden, weil eine gedopte Sprinterin schneller war als sie
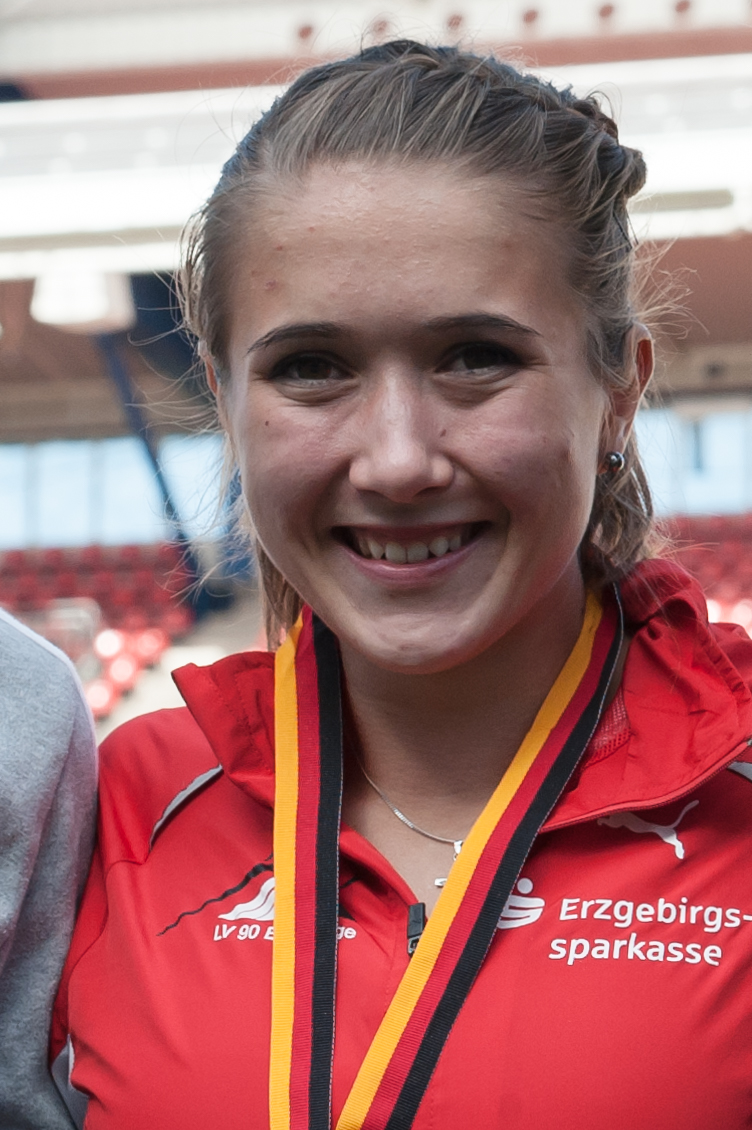
Rebekka Haase – ausgeschieden als Fünfte des achten Vorlaufs

12. August 2016, 23:29 Uhr

Wind: −0,2 m/s
| Platz | Name                      | Nation              | Zeit (s) | Anmerkung                                    |
| ----- | ------------------------- | ------------------- | -------- | -------------------------------------------- |
| 1     | English Gardner           | USA                 | 11,09    |                                              |
| 2     | Carina Horn               | Südafrika           | 11,32    |                                              |
| 3     | Iwet Lalowa-Collio        | Bulgarien           | 11,35    |                                              |
| 4     | Daryll Neita              | Großbritannien      | 11,41    | eventuell um die Halbfinalteilnahme gebracht |
| 5     | Rebekka Haase             | Deutschland         | 11,47    |                                              |
| 6     | Yuan Qiqi                 | Volksrepublik China | 11,56    |                                              |
| 7     | Franciela Krasucki        | Brasilien           | 11,67    |                                              |
| 8     | Zaidatul Husniah Zulkifli | Malaysia            | 12,67    |                                              |

## Halbfinale
Das Halbfinale umfasste drei Läufe. Für das Finale qualifizierten sich pro Lauf die ersten beiden Athletinnen (hellblau unterlegt). Darüber hinaus kamen die zwei Zeitschnellsten, die sogenannten Lucky Loser (hellgrün unterlegt), weiter.

### Lauf 1
13. August 2016, 21:00 Uhr

Wind: +1,0 m/s
| Platz | Name                | Nation              | Zeit (s) | Anmerkung |
| ----- | ------------------- | ------------------- | -------- | --------- |
| 1     | Tori Bowie          | USA                 | 10,90    |           |
| 2     | Michelle-Lee Ahye   | Trinidad und Tobago | 10,90    |           |
| 3     | Christania Williams | Jamaika             | 10,96    |           |
| 4     | Murielle Ahouré     | Elfenbeinküste      | 11,01    |           |
| 5     | Ángela Tenorio      | Ecuador             | 11,14    |           |
| 6     | Mujinga Kambundji   | Schweiz             | 11,16    |           |
| 7     | Ewa Swoboda         | Polen               | 11,18    |           |
| DOP   | Olessja Powch       | Ukraine             | 11,29    | [ 2 ]     |

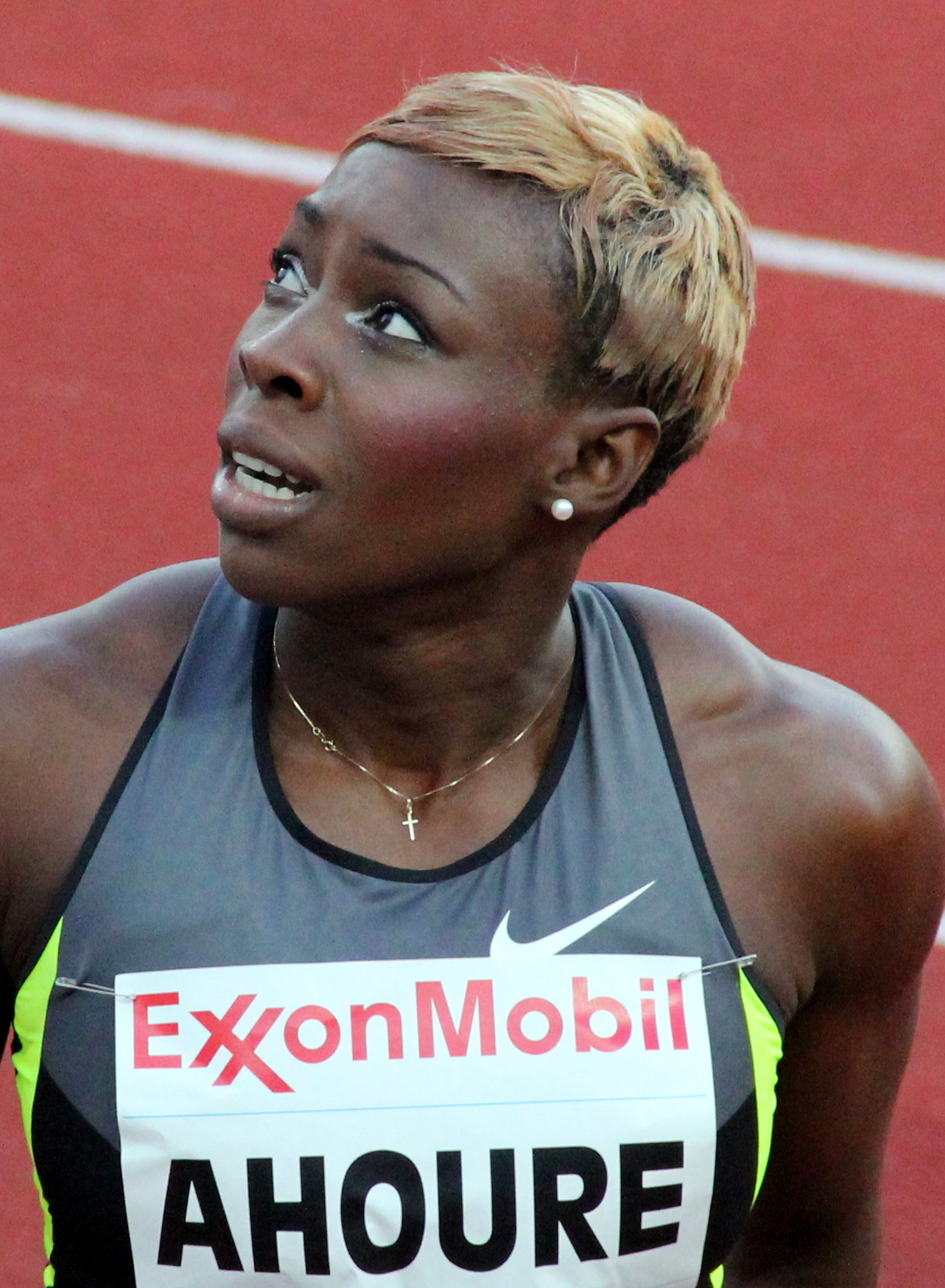
Murielle Ahouré – ausgeschieden als Vierte des ersten Halbfinals

Weitere im ersten Halbfinale ausgeschiedene Sprinterinnen:

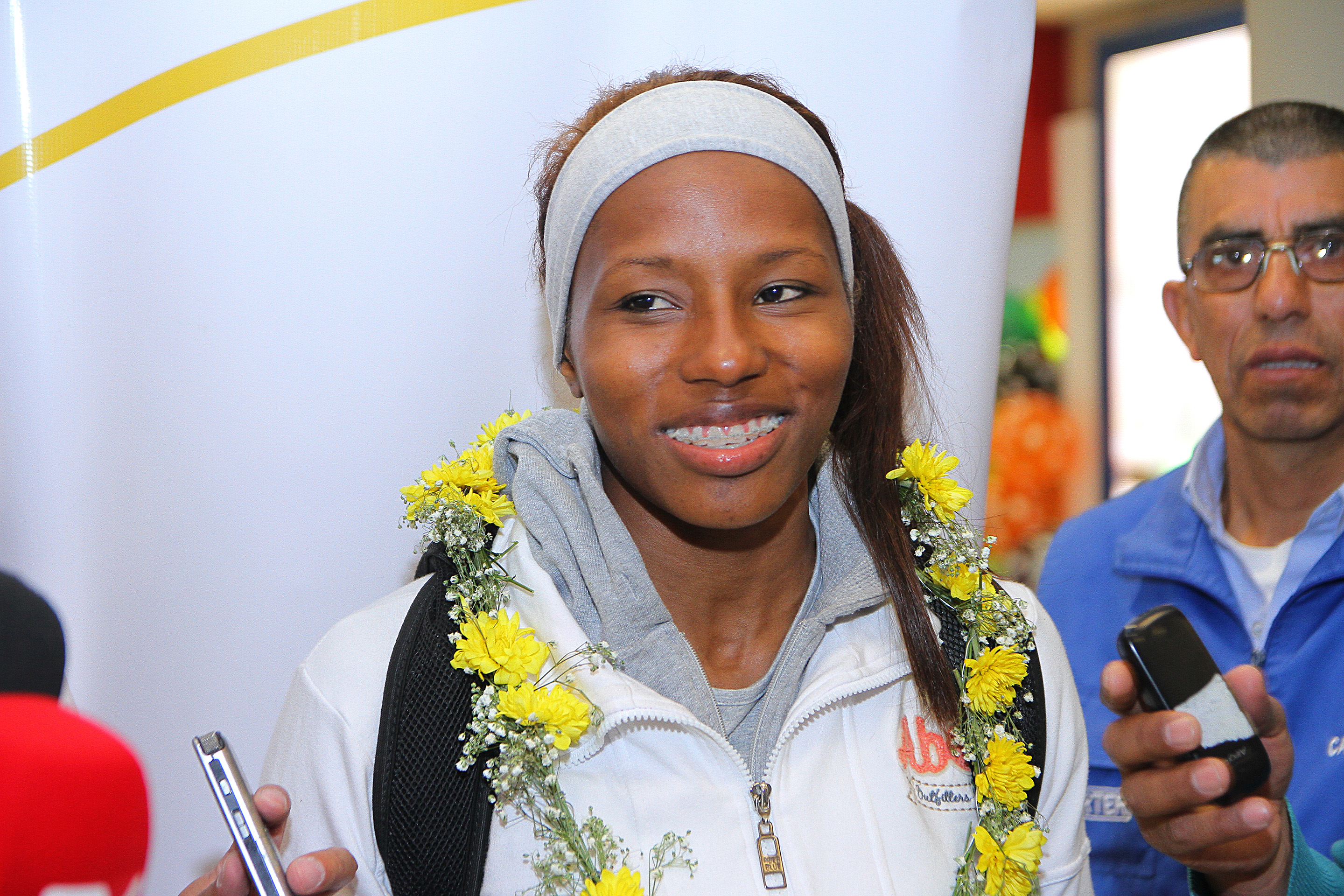
Ángela Tenorio – Rang fünf
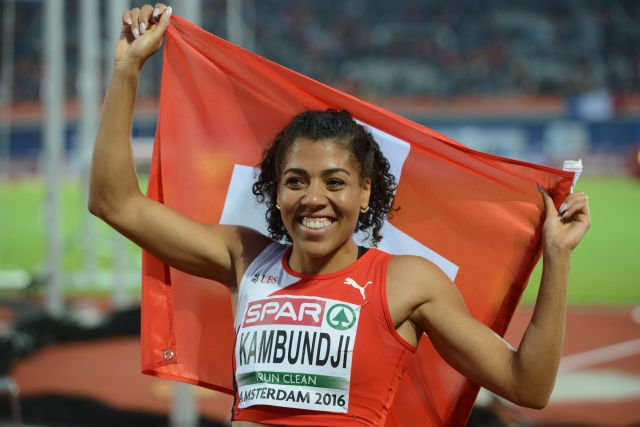
Mujinga Kambundji – Rang sechs
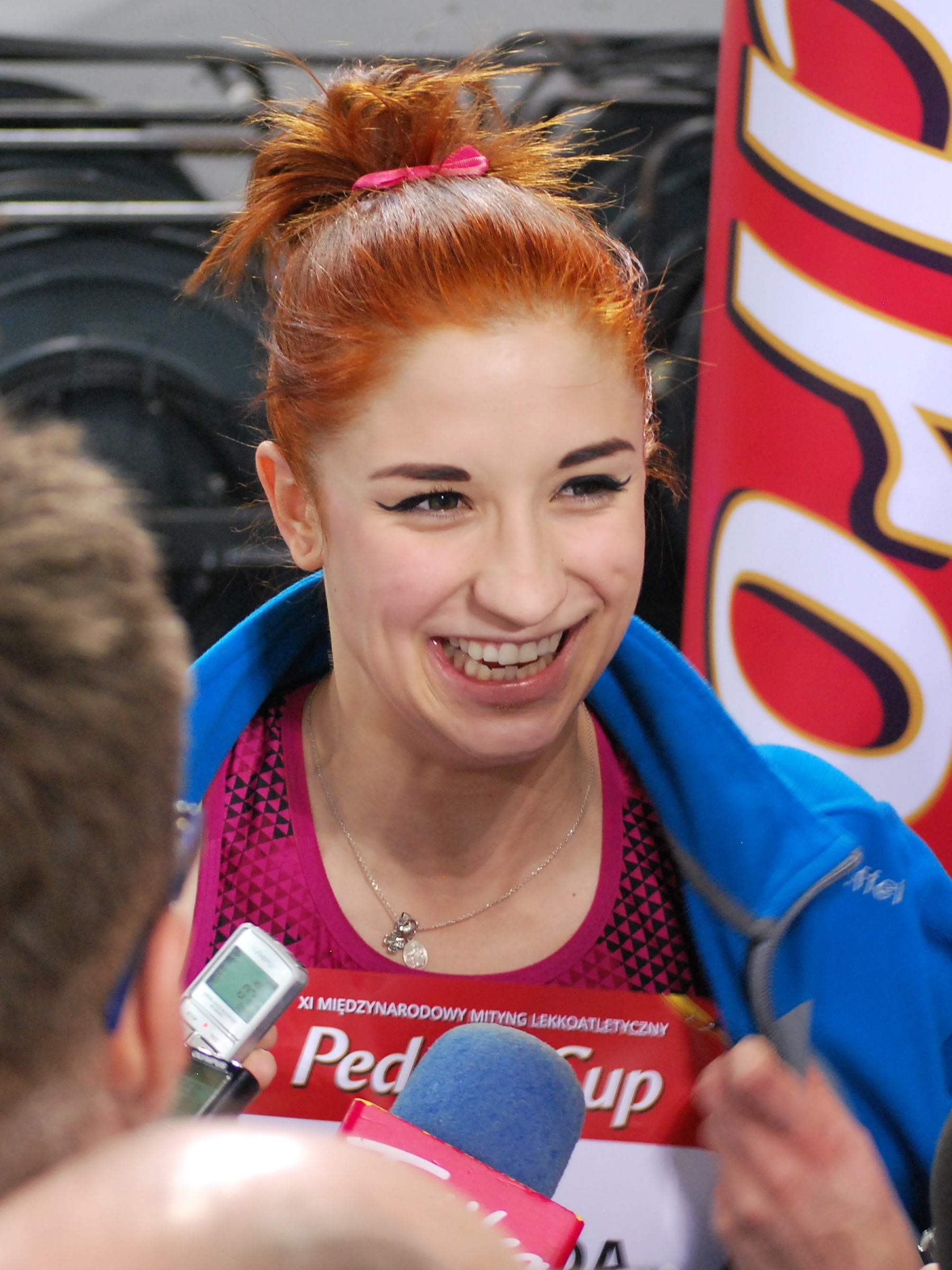
Ewa Swoboda – Rang sieben
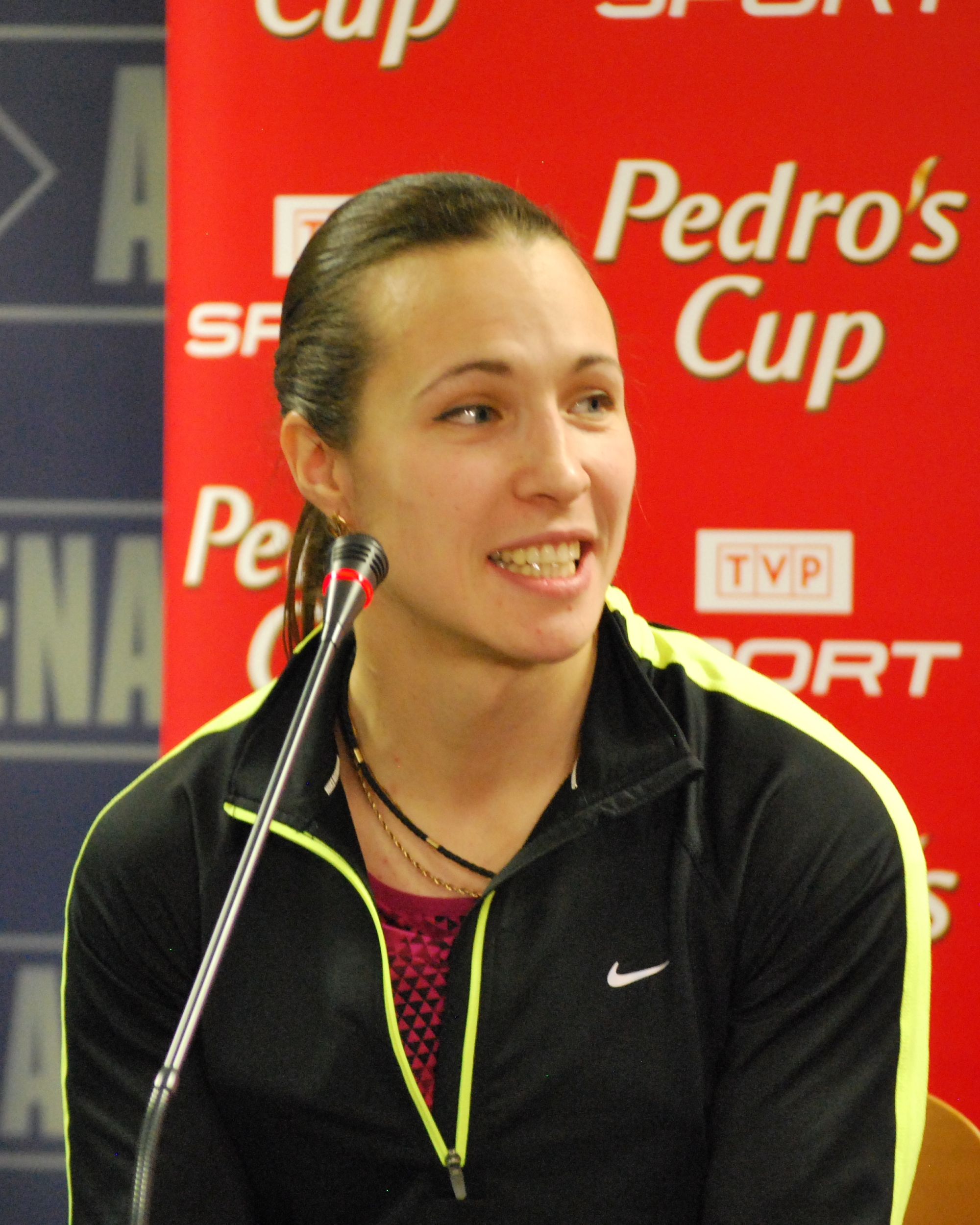
Olessja Powch – gedopt und disqualifiziert

### Lauf 2
13. August 2016, 21:07 Uhr

Wind: +0,3 m/s
| Platz | Name                    | Nation         | Zeit (s) |
| ----- | ----------------------- | -------------- | -------- |
| 1     | Shelly-Ann Fraser-Pryce | Jamaika        | 10,88    |
| 2     | Dafne Schippers         | Niederlande    | 10,90    |
| 3     | Marie Josée Ta Lou      | Elfenbeinküste | 10,94    |
| 4     | Tianna Bartoletta       | USA            | 11,00    |
| 5     | Rosângela Santos        | Brasilien      | 11,23    |
| 6     | Marizol Landázuri       | Ecuador        | 11,28    |
| 7     | Natalija Pohrebnjak     | Ukraine        | 11,32    |
| 8     | Asha Philip             | Großbritannien | 11,33    |

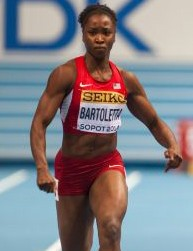
Tianna Bartoletta – ausgeschieden als Vierte des zweiten Halbfinals

Weitere im zweiten Halbfinale ausgeschiedene Sprinterinnen:

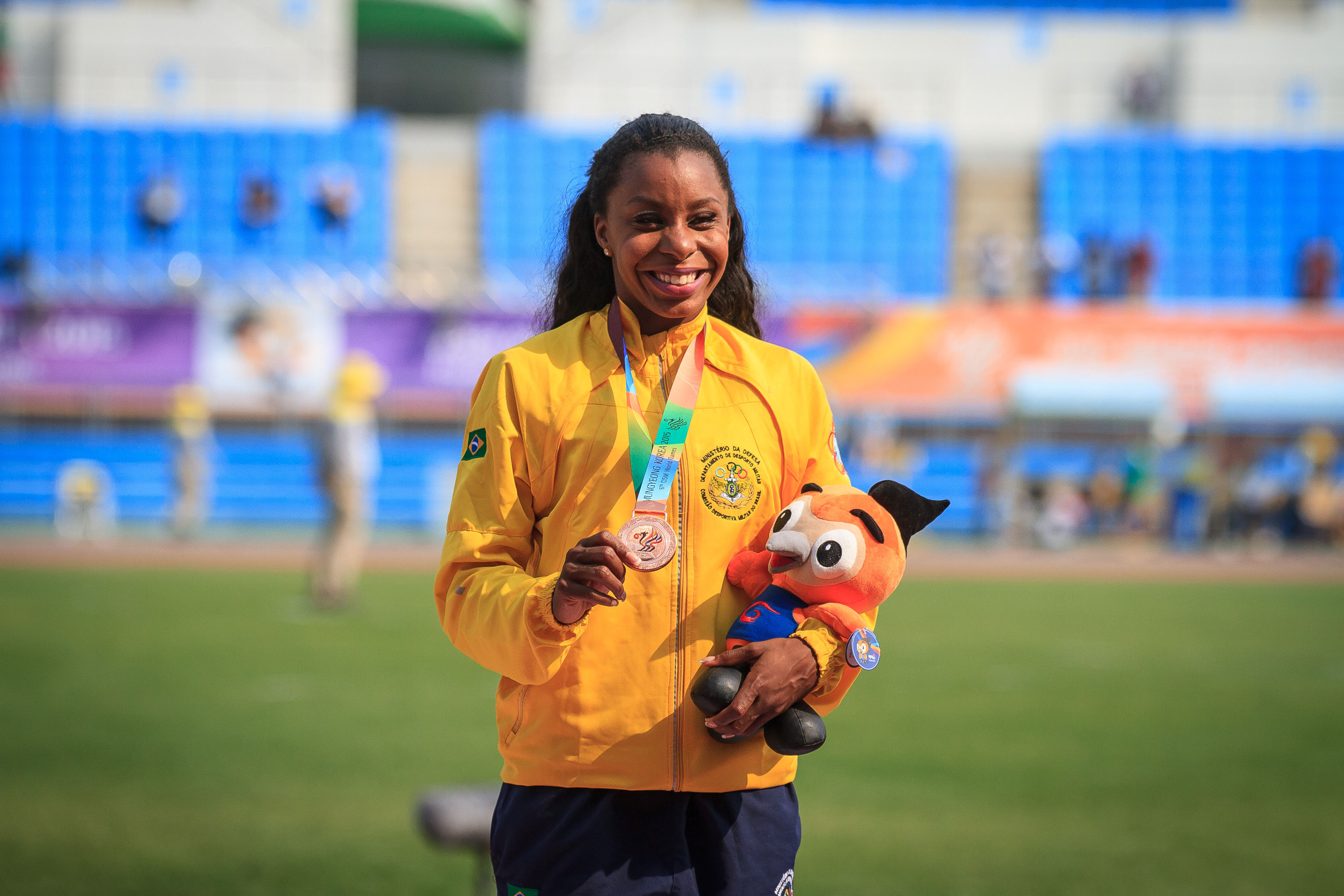
Rosângela Santos – Rang fünf
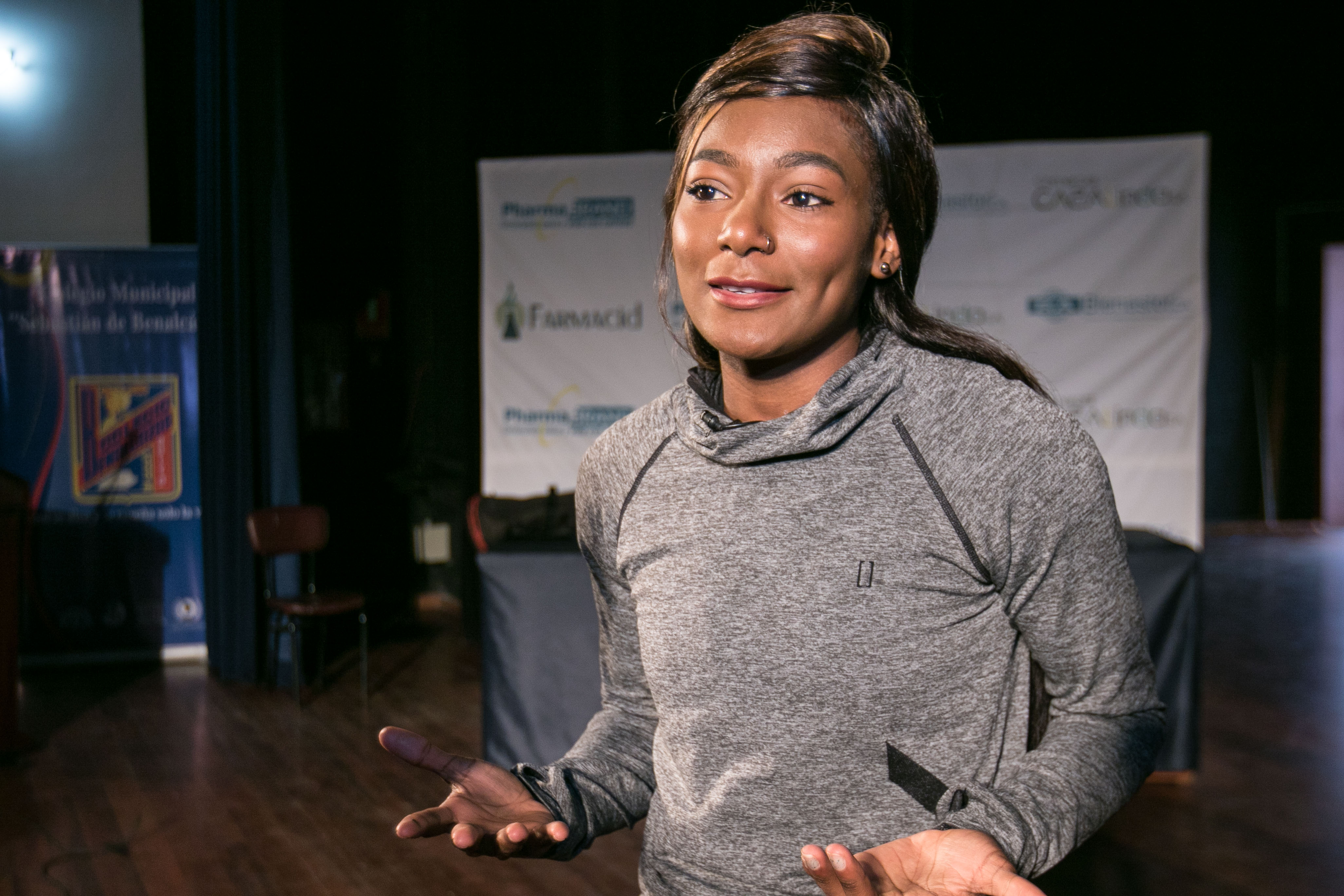
Marizol Landázuri – Rang sechs
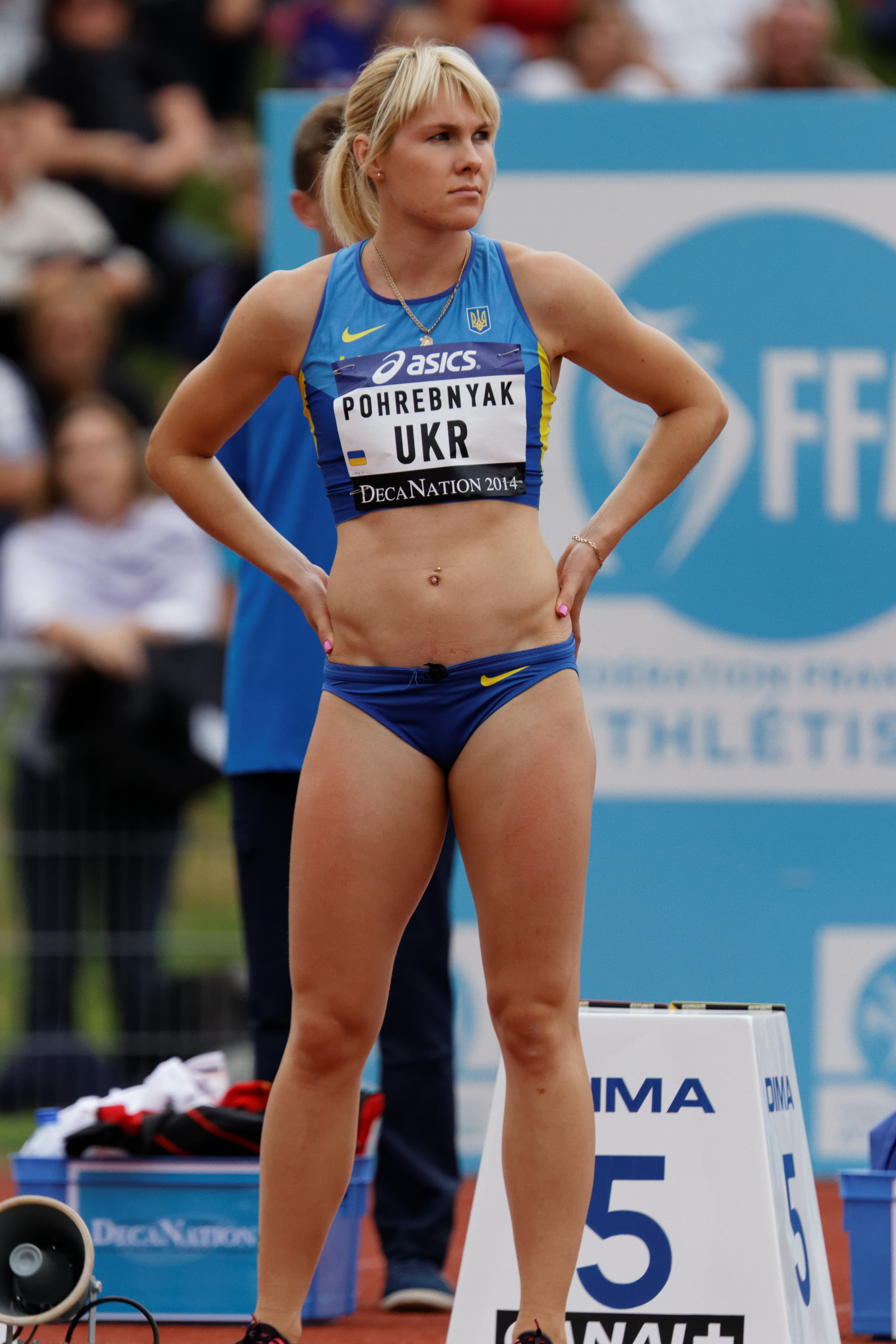
Natalija Pohrebnjak – Rang sieben
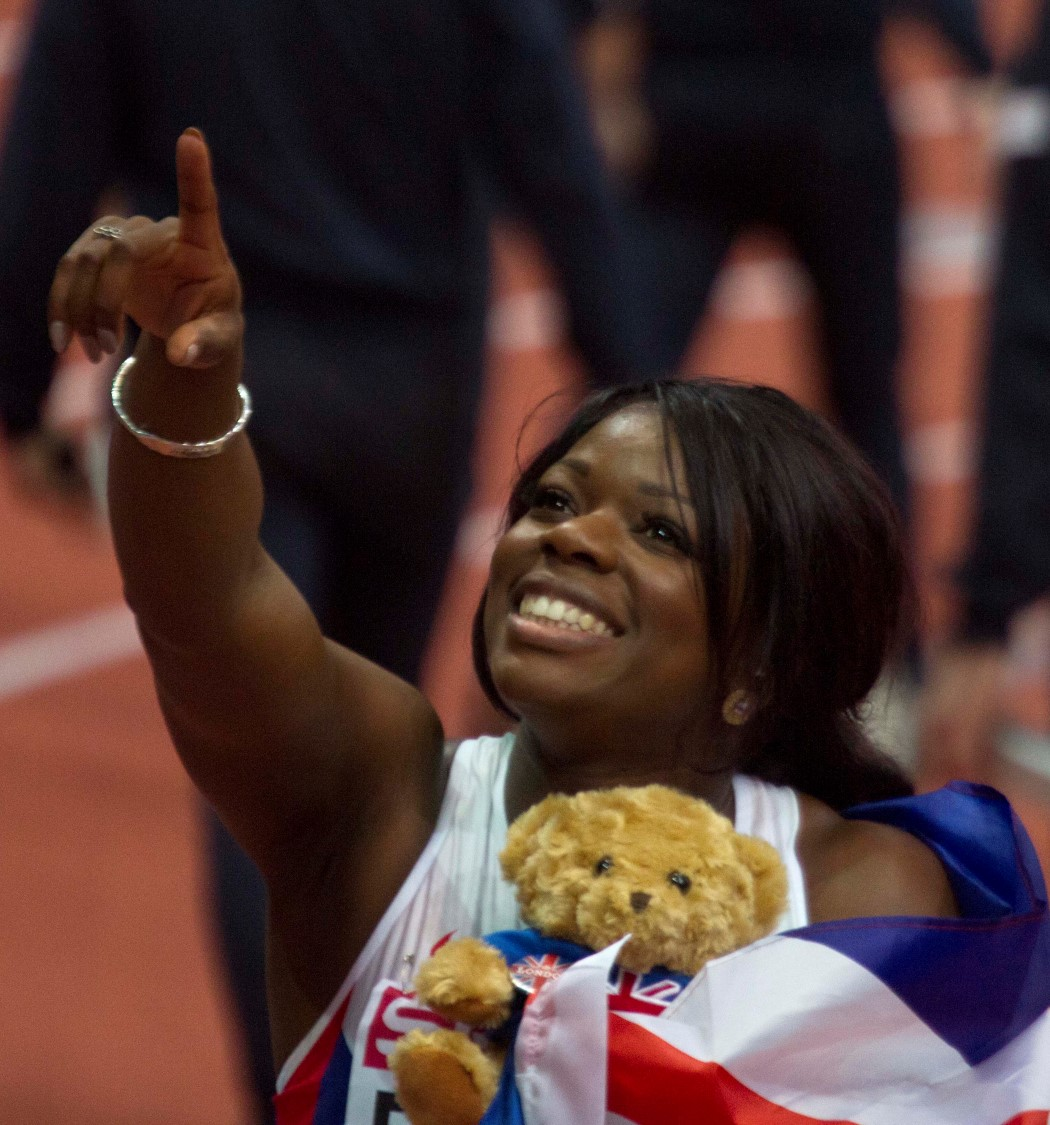
Asha Philip – Rang acht

### Lauf 3
13. August 2016, 21:14 Uhr

Wind: +0,4 m/s
| Platz | Name               | Nation              | Zeit (s) |
| ----- | ------------------ | ------------------- | -------- |
| 1     | Elaine Thompson    | Jamaika             | 10,88    |
| 2     | English Gardner    | USA                 | 10,90    |
| 3     | Blessing Okagbare  | Nigeria             | 11,09    |
| 4     | Desirèe Henry      | Großbritannien      | 11,09    |
| 5     | Semoy Hackett      | Trinidad und Tobago | 11,20    |
| 6     | Carina Horn        | Südafrika           | 11,20    |
| 7     | Tatjana Pinto      | Deutschland         | 11,32    |
| DNS   | Iwet Lalowa-Collio | Bulgarien           | 11,32    |

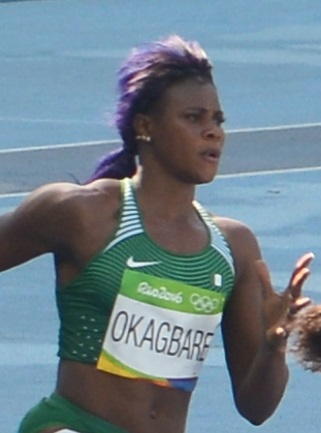
Blessing Okagbare – ausgeschieden als Dritte des dritten Halbfinals

Weitere im dritten Halbfinale ausgeschiedene Sprinterinnen:

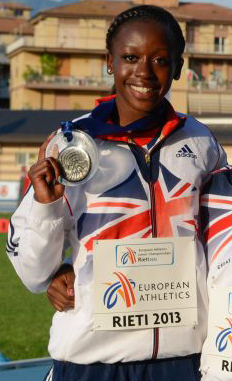
Desiree Henry – Rang vier
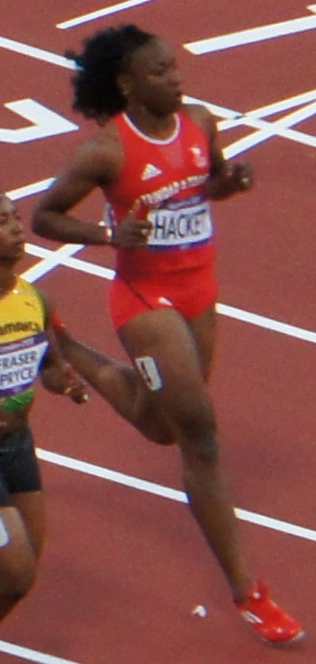
Semoy Hackett – Rang fünf
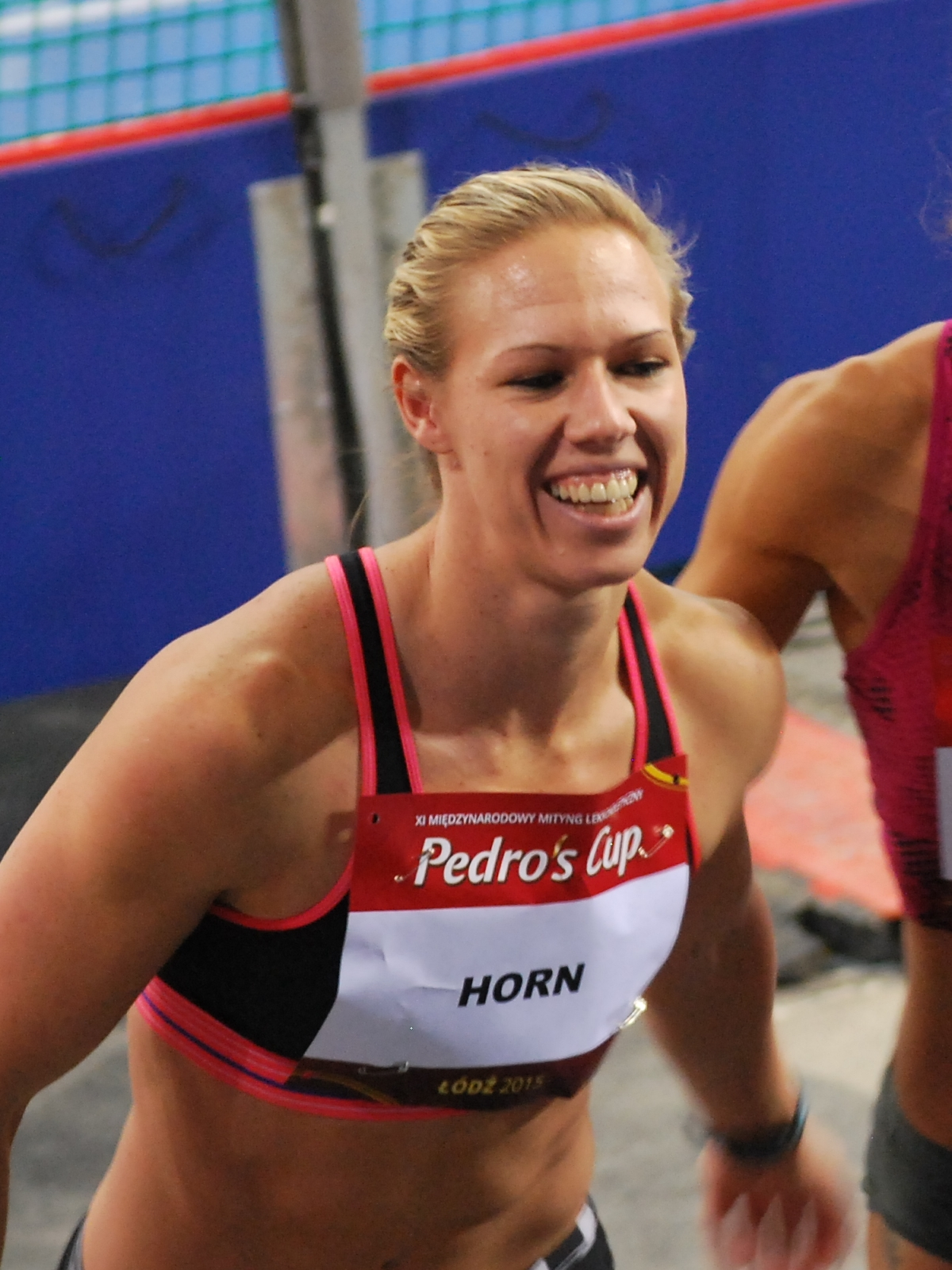
Carina Horn – Rang sechs
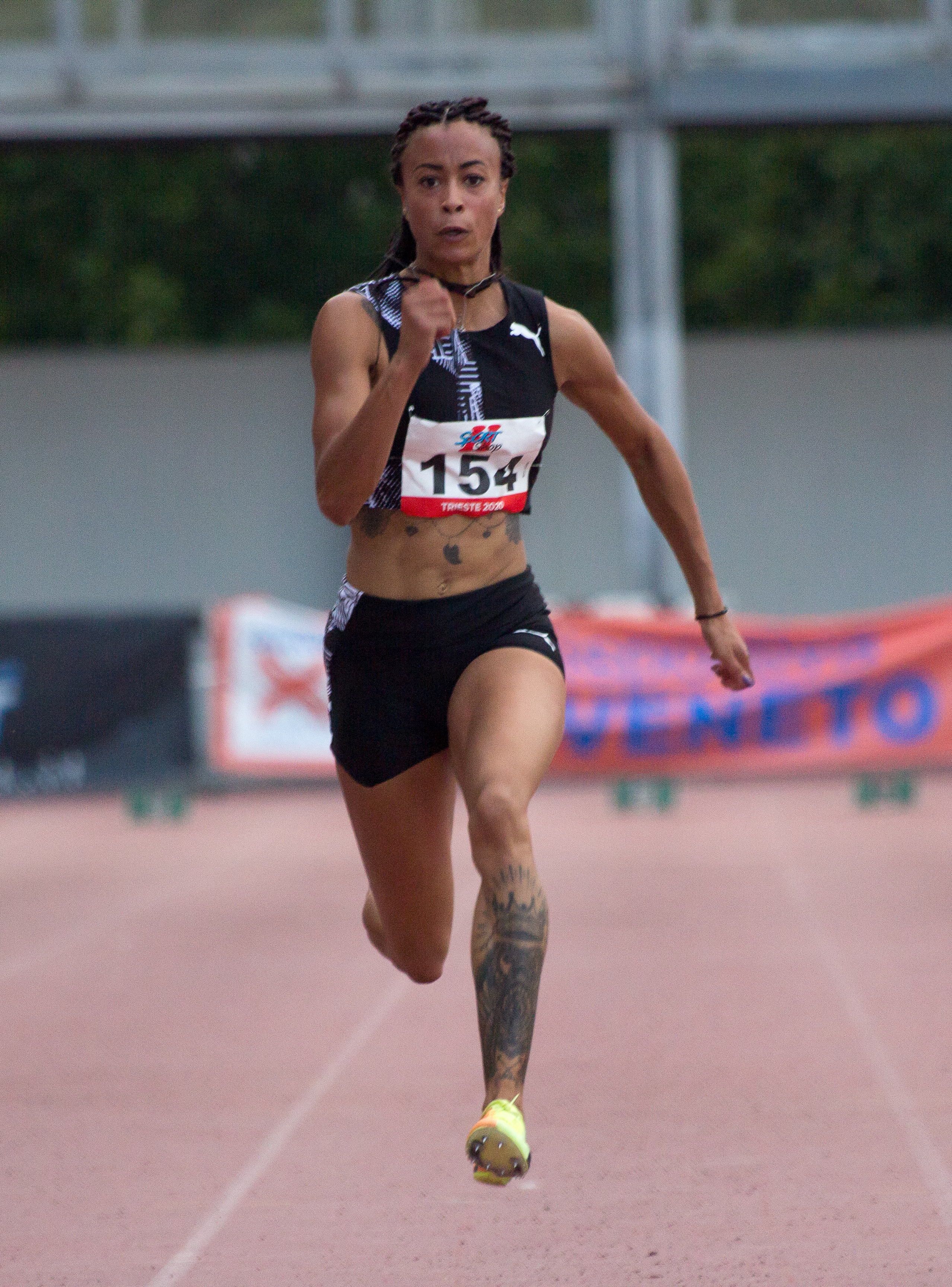
Tatjana Pinto – Rang sieben
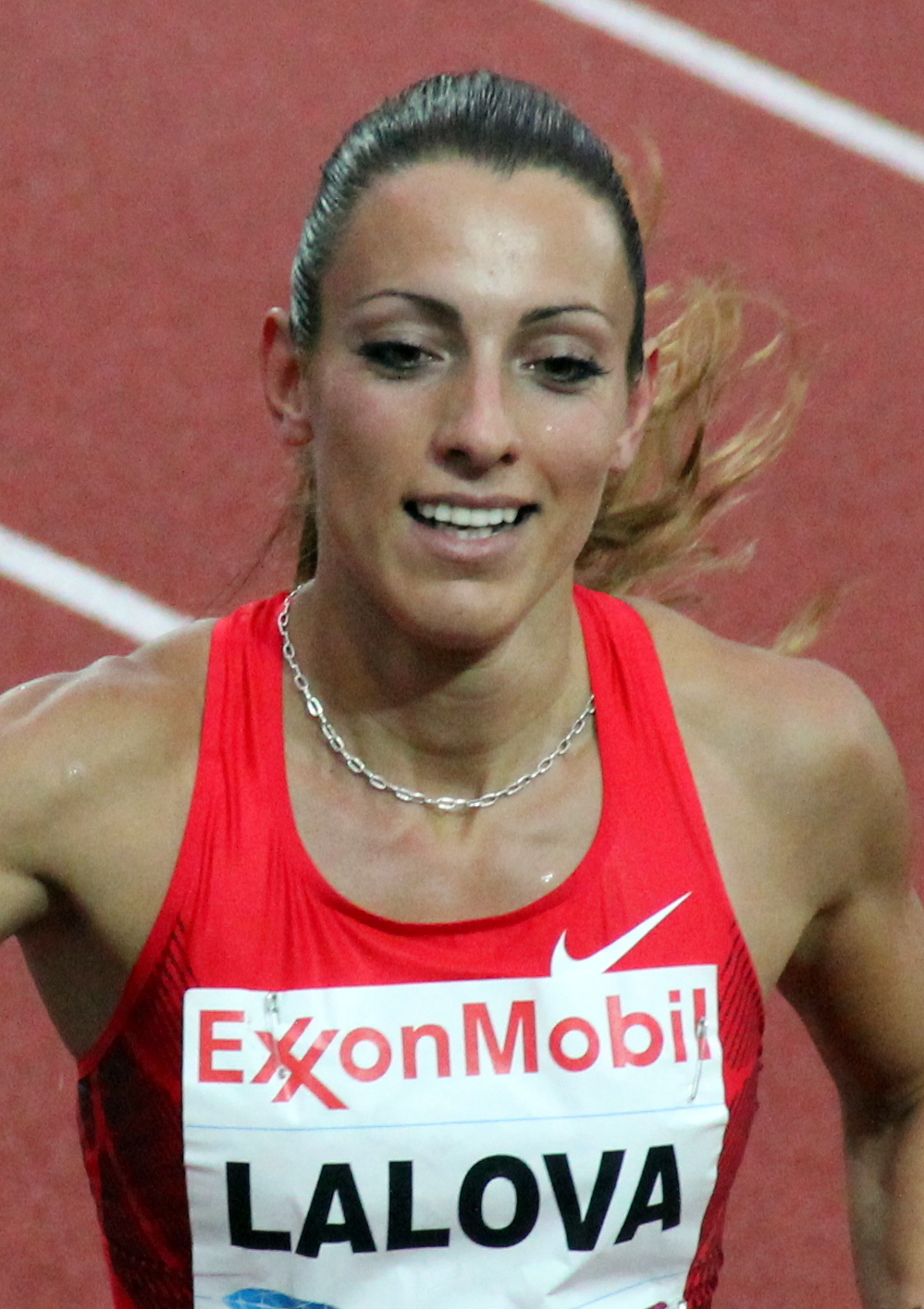
Iwet Lalowa-Collio trat nicht an

## Finale
13. August 2016, 22:37 Uhr

Wind: +0,5 m/s
| Platz | Name                    | Nation              | Zeit (s) |
| ----- | ----------------------- | ------------------- | -------- |
| 1     | Elaine Thompson         | Jamaika             | 10,71    |
| 2     | Tori Bowie              | USA                 | 10,83    |
| 3     | Shelly-Ann Fraser-Pryce | Jamaika             | 10,86    |
| 4     | Marie Josée Ta Lou      | Elfenbeinküste      | 10,86    |
| 5     | Dafne Schippers         | Niederlande         | 10,90    |
| 6     | Michelle-Lee Ahye       | Trinidad und Tobago | 10,92    |
| 7     | English Gardner         | USA                 | 10,94    |
| 8     | Christania Williams     | Jamaika             | 11,80    |

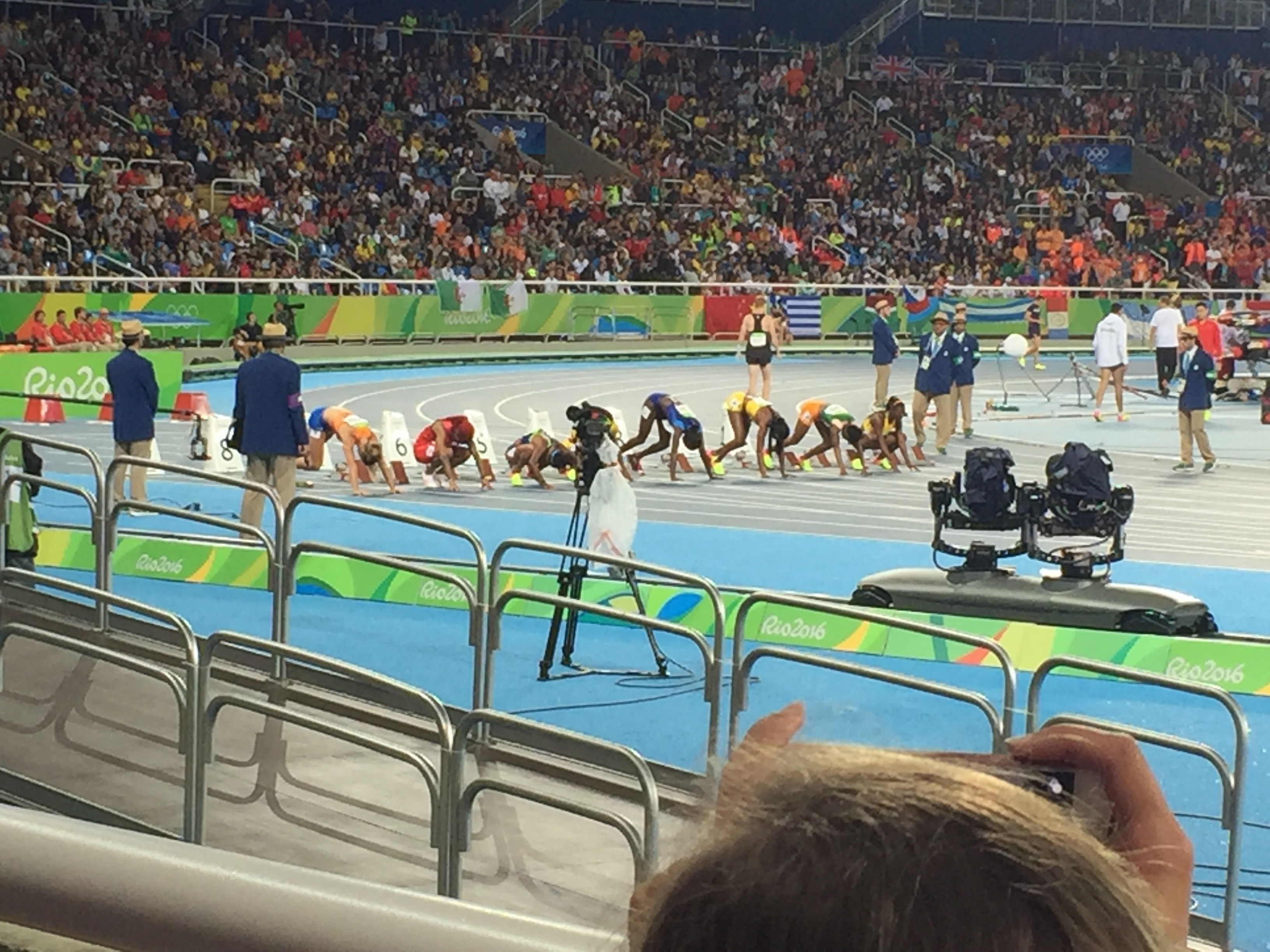
Start zum Finale (v. l. n. r.):
Dafne Schippers, Michelle-Lee Ahye, English Gardner, Shelly-Ann Fraser-Pryce (komplett verdeckt), Tori Bowie, Elaine Thompson, Marie-Josée Ta Lou, Christania Williams

Für das Finale hatten sich alle drei Jamaikanerinnen sowie zwei US-Amerikanerinnen qualifiziert. Hinzu kamen je eine Starterin von der Elfenbeinküste, aus den Niederlanden sowie aus Trinidad und Tobago.
Bei den großen Meisterschaften der letzten Jahre hatte es mit der Jamaikanerin Shelly-Ann Fraser-Pryce immer nur eine Siegerin gegeben. Sie war erfolgreich bei den Olympischen Spielen 2012 sowie den Weltmeisterschaften 2013 und 2015. So trat sie auch hier als Favoritin an. Aber schon in den Halbfinals hatte sich gezeigt, dass es starke Konkurrentinnen gab. Ihre Landsfrau Elaine Thompson war als Siegerin im dritten Semifinale mit 10,88 s genauso schnell wie Fraser-Pryce. Im ersten Halbfinale hatten die US-Amerikanerin Tori Bowie und Michelle-Lee Ahye aus Trinidad und Tobago mit 10,90 s ebenfalls starke Zeiten erzielt. Genauso schnell war auch die Doppeleuropameisterin von 2014 und 2016 Dafne Schippers aus den Niederlanden im zweiten Semifinalrennen gelaufen.
Am besten aus den Blöcken kamen Fraser-Pryce, Thompson und Bowie. Etwa bei Streckenhälfte schob sich Thompson jedoch eindeutig an die Spitze vor Bowie und Fraser-Pryce. So ging es auch ins Ziel, wobei zwischen Fraser-Pryce und der Ivorerin Marie Josée Ta Lou das Zielfoto ausgewertet werden musste, um die Bronzemedaillengewinnerin zu ermitteln. Diesen dritten Platz hatte Fraser-Pryce gerade noch retten können, wie sich dann herausstellte. Schippers belegte Rang fünf vor Ahye. Die US-Amerikanerin English Gardner wurde Siebte vor Christania Williams aus Jamaika.
Dieses Finale hatte ein hohes Niveau. Die Siegerzeit war mit 10,71 s absolut hochklassig, die ersten Sieben des Rennens unterboten die 11-Sekunden-Marke.
Elaine Thompson gewann Jamaikas dritte Goldmedaille in Folge in dieser Disziplin.
Shelly-Ann Fraser-Pryce ist mit ihrer Bronzemedaille nun die erfolgreichste Sprinterin über 100 Meter. Sie löste damit ihre Landsfrau Merlene Ottey ab, die ebenfalls drei Medaillen gewonnen hatte. Fraser-Pryce hat neben der hier errungenen Bronzemedaille zwei Olympiasiege (2008 und 2012) auf ihrem Konto, während Ottey eine Silbermedaille (1996) sowie zwei Bronzemedaillen (1984 und 2000) gewonnen hatte.

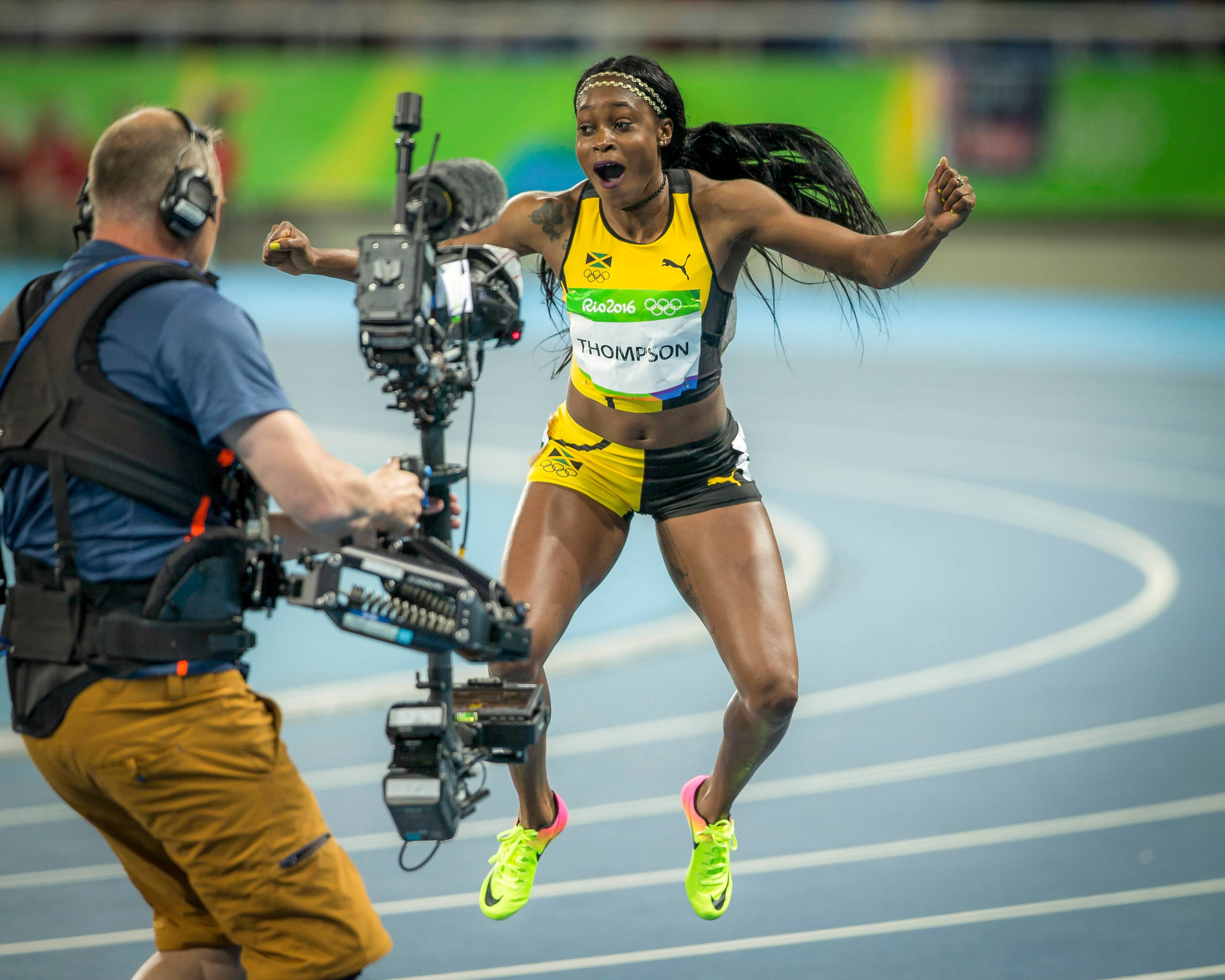
Olympiasiegerin Elaine Thompson
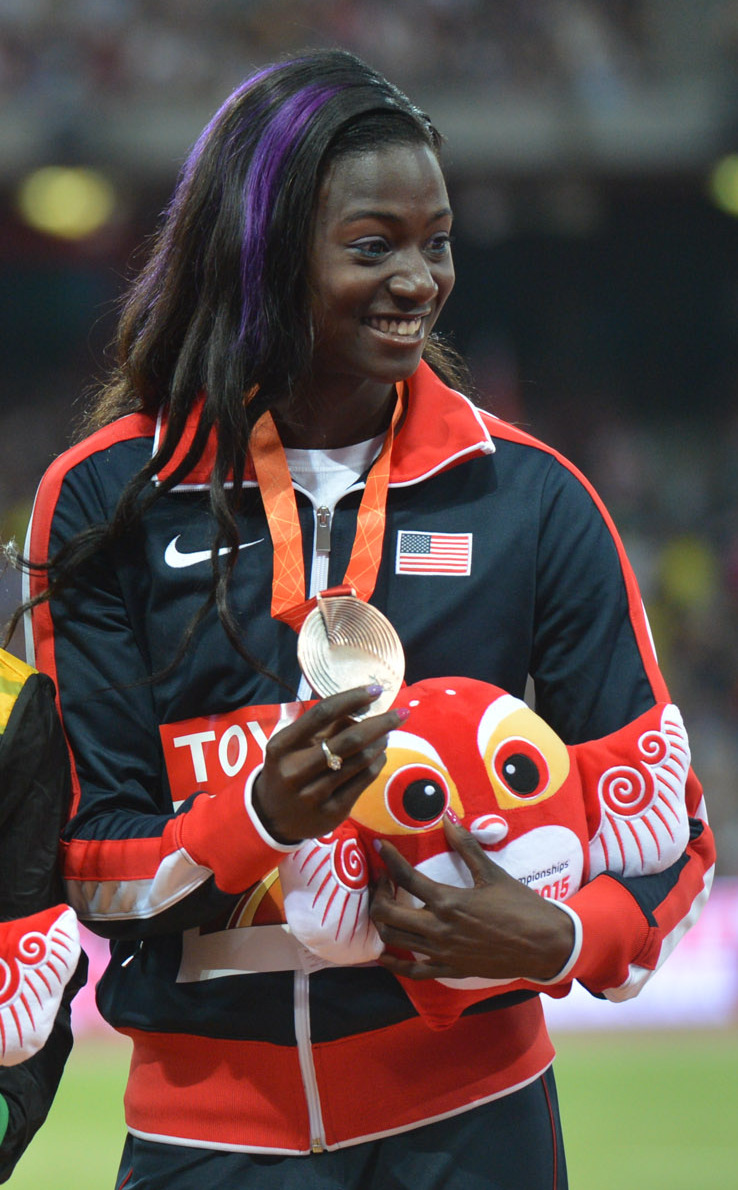
Tori Bowie, USA, Gewinnerin der Silbermedaille
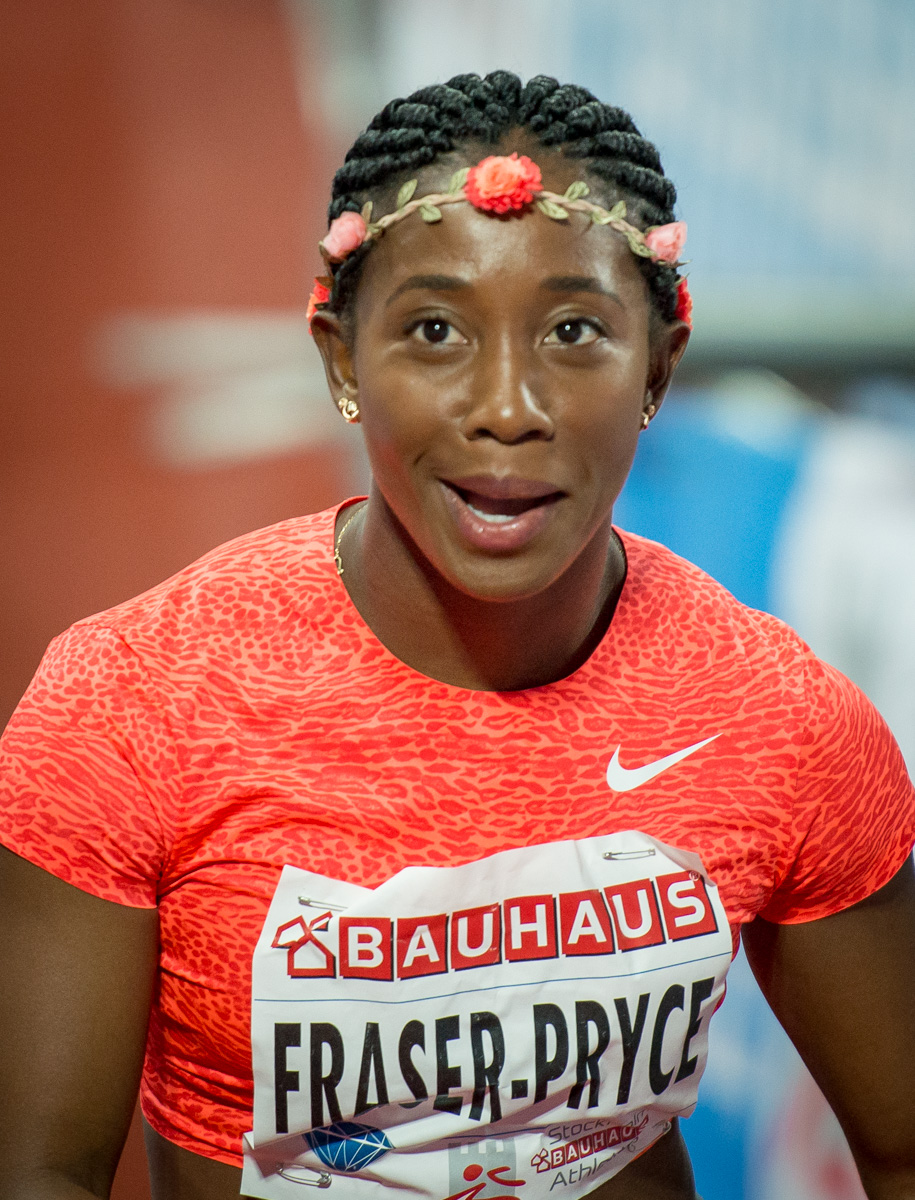
Bronzemedaillengewinnerin Shelly-Ann Fraser-Pryce
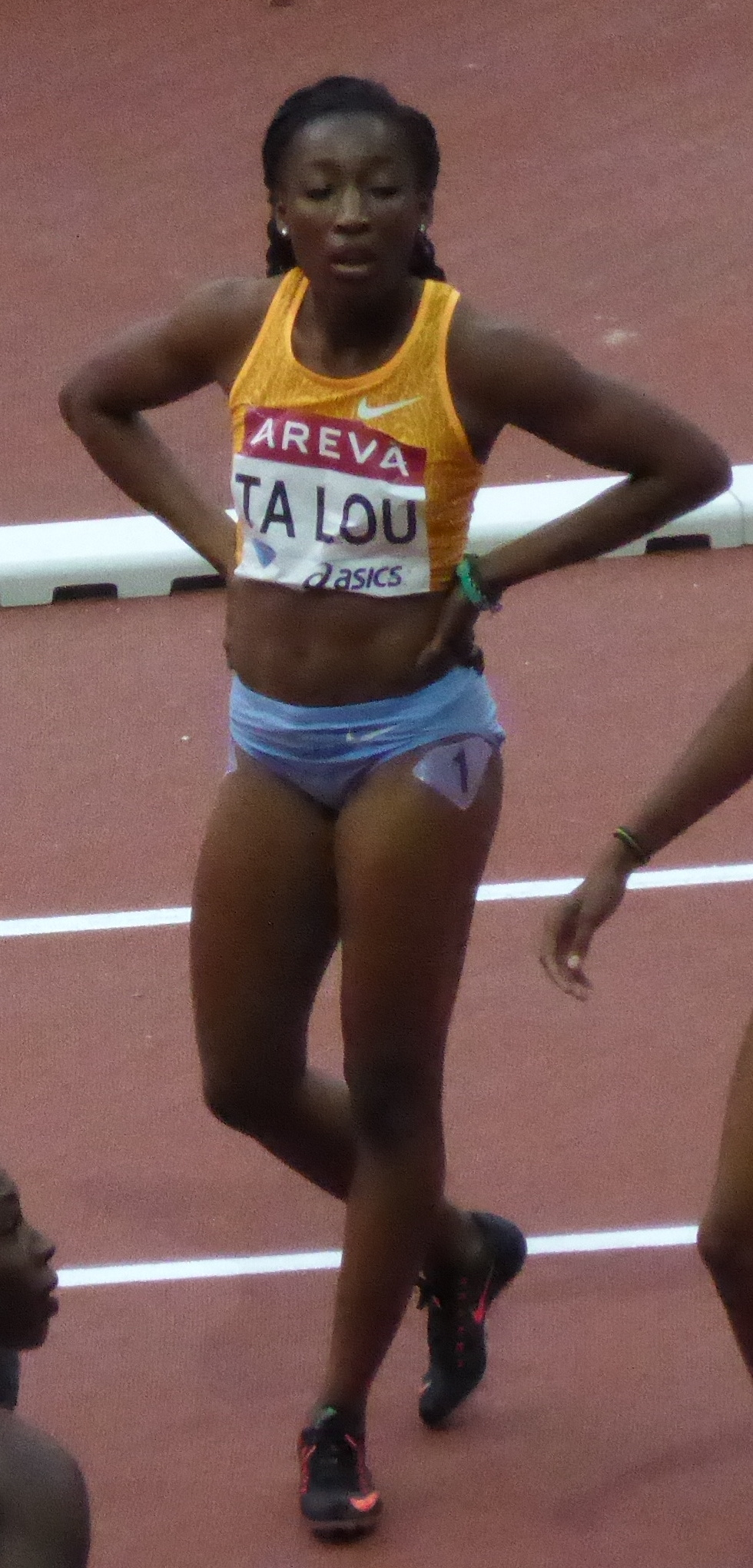
Marie Josée Ta Lou belegte Rang vier

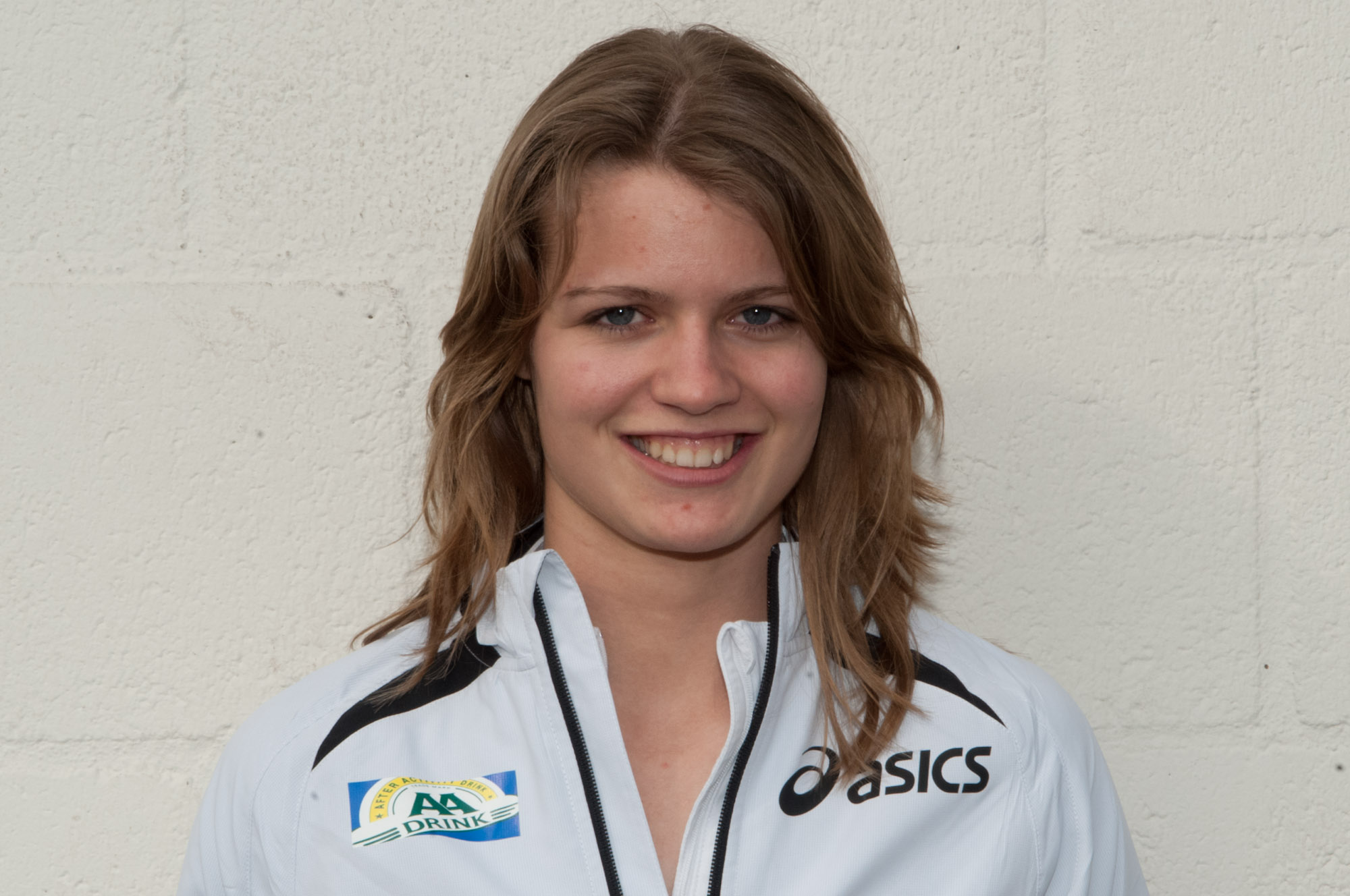
Dafne Schippers kam auf den fünften Platz
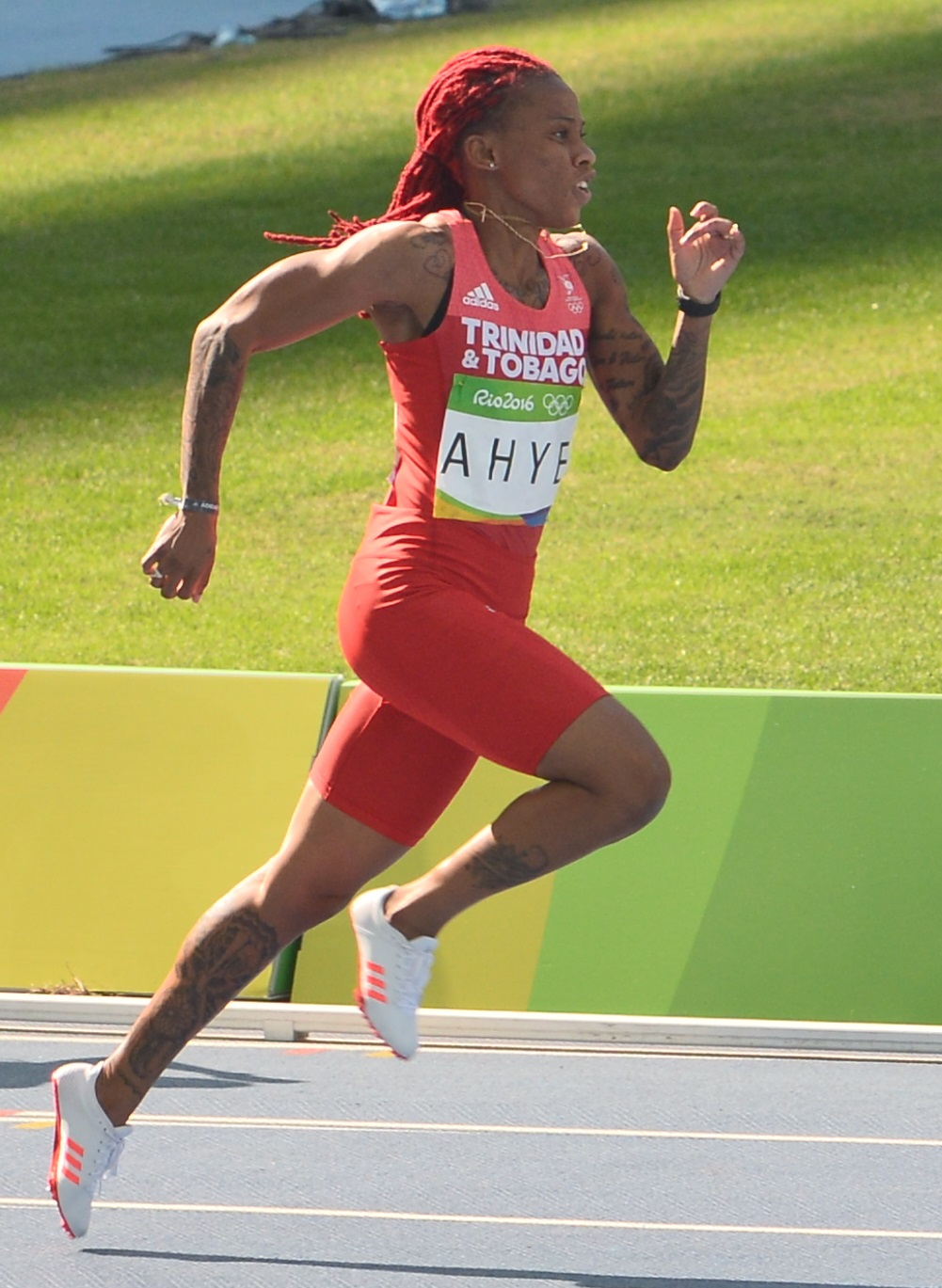
Michelle-Lee Ahye erreichte Rang sechs
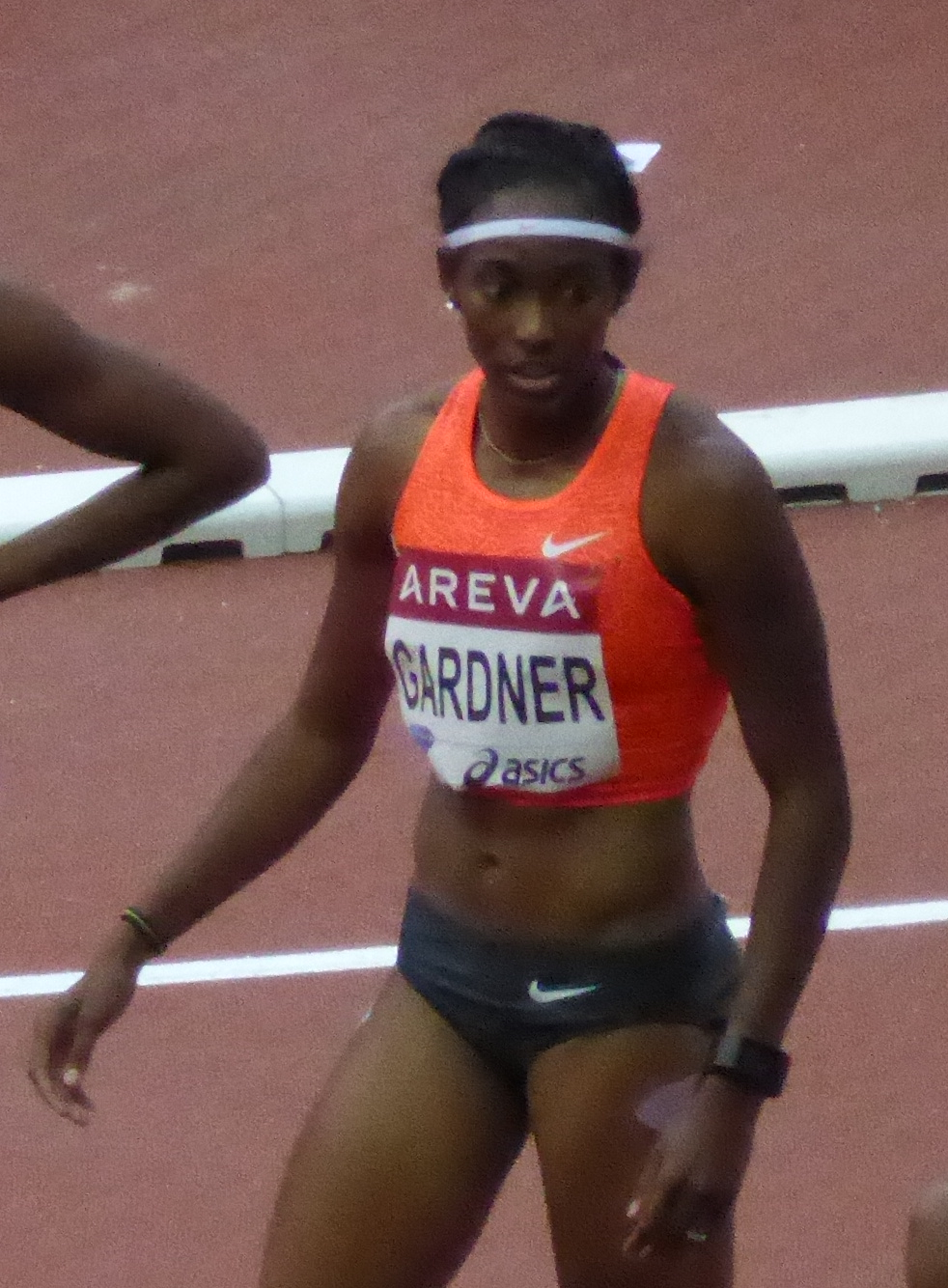
English Gardner wurde Olympiasiebte
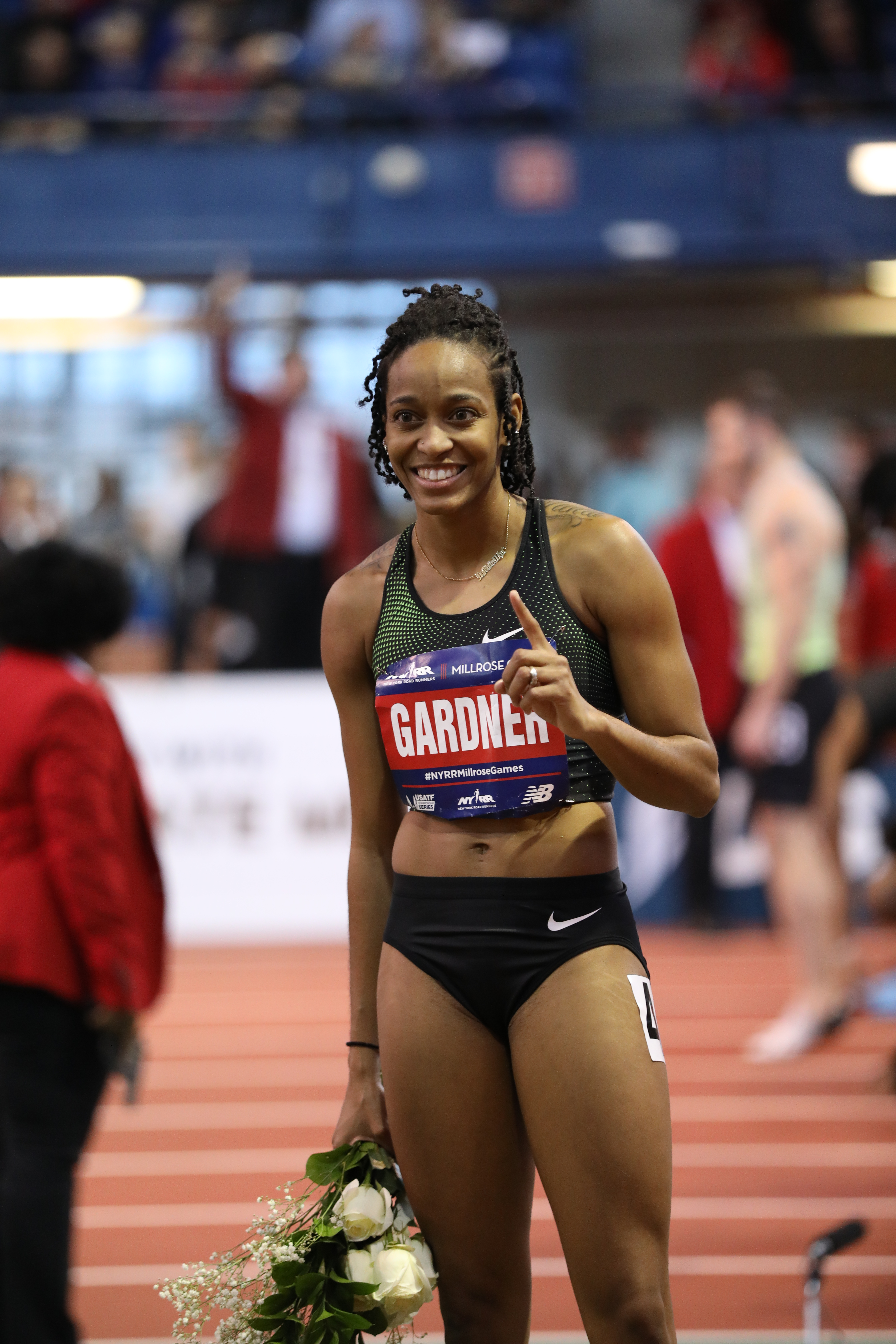
Rang acht für Christania Williams

## Video
- Rio Replay: Women's 100m Final, youtube.com, abgerufen am 6. Mai 2022